# САВАК
САВАК, в Европе известный также под названием «SAVAK» (перс. ساواک‎, аббревиатура от перс. سازمان اطلاعات و امنیت کشور‎ — «Sazman-e Ettela’at va Amniyat-e Keshvar») — Министерство государственной безопасности Ирана времён правления шаха Мохаммеда Реза Пехлеви (1957—1979).
- Официальное название на русском языке — «Сазман-е Эттелаат ва Амният-е Кешвар» (Служба информации и безопасности страны).
- Официальное название на английском языке — «Sazman-e Ettela’at va Amniyat-e Keshvar» (The Service of information and security of the country).

## История

### Формирование САВАК
Во время правления династии Каджаров, в Иране не существовало сильной службы разведки и органов безопасности. Реза Шах не принял меры для создания спецслужб. Возможно, к этому была причастна Великобритания. Британцы в то время могли намеренно препятствовать созданию шахом спецслужбы и, возможно, даже саботировали его усилия в этом направлении. Таким образом, Иран во времена правления Реза Шаха (1925—1941) был лишён эффективного разведывательного органа. Такое положение продолжалось до того момента, пока влияние американцев в Иране не стало сильнее британского.
После свержения в результате государственного переворота правительства Мохаммеда Мосаддыка 19 августа 1953 года, шах решил создать эффективную службу внутренней безопасности, чтобы укрепить монархический режим, и таким образом поставить политических оппонентов под наблюдение тайной полиции и подавить диссидентские движения.
Рассматривая армию как главную политико-силовую опору режима, иранский шах в постмосаддыковский период стал придавать большое значение реорганизации полиции и спецслужб, с помощью которых в стране начались жёсткие систематические репрессии по отношению к оппозиционным группам и инакомыслящим. Среди подобных структур самой значительной стала «Организация безопасности и информации страны» («Сазман-е Эттелаат-е ва Амният-е Кешвар», сокращённо «САВАК»).

Согласно энциклопедии Iranica: 
Полковник армии США, работавший на ЦРУ, был направлен в Персию в сентябре 1953 года, для работы с Теймур Бахтияром, который был назначен военным губернатором Тегерана в декабре 1953 года и сразу же начавший собирать ядро новой разведывательной организации. Полковник армии США работал в тесном контакте с Бахтияром, директором новой разведывательной организации и его подчинёнными, проводя курсы по профессиональной подготовке её членов в основах разведывательных методов, такими как наблюдение и методы ведения допроса, использование разведывательных сетей и обеспечение безопасности. Эта организация была первой современной эффективной разведывательной службой, работавшей в Персии. Её главное достижение на начальном этапе было обнаружение и разгром в сентябре 1954 года большой группы коммунистической сети партии «Туде», которая была создана в вооружённых силах Персии» 
Формирование разведывательных структур Ирана началось при помощи американских военных экспертов и специалистов из спецслужб в 1955 году. В формировании секретных структур шаха также активное участие принимали специалисты из израильского «Моссад».
В марте 1955 года миссия полковника армии США была заменена на более постоянную группу из пяти сотрудников ЦРУ, специалистов в области тайных операций, анализе информации и в области контрразведки, включая Герберта Нормана Шварцкопфа (отец генерала Нормана Шварцкопфа, мл., американский военачальник, возглавлявший группировку Многонациональных сил во время войны в Персидском заливе в 1990—1991 годах), который обучил практически всё первое поколение персонала САВАК.
Законопроект о создании САВАК был внесён на рассмотрение в меджлис 20 января 1957 года, на заседании которого Сенат одобрил её.
Официально САВАК был основан 20 марта 1957 года особым законом шаха, как организация, которая должна была собирать сведения о политической оппозиции монархическому режиму династии Пехлеви, а также пресекать любые антигосударственные действия. Окончательно закон об учреждении САВАК был утверждён меджлисом XIX-го созыва 18 октября 1957 года.
В нём в качестве главных целей организации объявлялись:
- сбор необходимой информации для защиты национальной безопасности;
- предотвращение деятельности групп, идеология которых противоречит принципам конституции;
- предотвращение заговоров, направленных против безопасности и т. п.

Естественно, под понятием «национальная безопасность» в тексте закона подразумевалась безопасность верховной власти шаха и в целом безопасность существовавшей иранской политической системы. Согласно тексту закона, спецслужбы САВАК должны были защищать «интересы государства и предотвращать каждый тайный заговор против общественного порядка».
САВАК тесно сотрудничала с армией и другими полицейскими службами Ирана: (МВД, жандармерия и т. д.), а также располагала законодательными и исполнительными полномочиями. В некоторых случаях это позволяло САВАК производить аресты без судебного ордера и задерживать подозреваемых без предъявления обвинений в течение длительных периодов времени.
По словам польского писателя Рышарда Капущинского, САВАК несла ответственность за:
- Цензуру прессы, книг и фильмов
- Допросы и часто пытки заключённых
- Наблюдение в отношении политических оппонентов.[14]

Офицеры САВАК проходили спецподготовку в Великобритании, Израиле и США. САВАК тесно сотрудничало с ЦРУ, направляя своих сотрудников на военно-воздушную базу в Нью-Йорке для обмена опытом и обсуждения тактики проведения допросов В 1956 году это агентство было реорганизовано, и получило название «Сазман-е Эттелаат-е ва Амният-е Кешвар» (САВАК).
В 1960—1961 годах специалисты из ЦРУ были заменены командой инструкторов из израильского «Моссад». В 1965 году специалисты из «Моссад», в свою очередь, были заменены собственными инструкторами САВАК.
Довольно быстро САВАК превратился в эффективное и мощное агентство внутренней и внешней безопасности, первостепенная цель которой состояла в том, чтобы устранять угрозы режиму шаха, как внутри страны, так и за ее пределами. Факты о причастности ЦРУ в построении структуры САВАК стали достоянием гласности мировой общественности лишь со второй половины 70-х гг.
Бывший аналитик ЦРУ по Ирану, Джесс Дж. Лиф в интервью 6 января 1979 года заявил, что инструктора ЦРУ обучали сотрудников САВАК методам пыток нацистов.
В США были заинтересованы в создании в Иране такого агентства, которое в своей деятельности стало бы уделять основное внимание проведению контрразведывательных операции против советской агентуры.
…новобранцы, которые были назначены в эту новую службу, проходили подготовку в Соединенных Штатах, позднее в Израиле, где они изучали методику разведки и контрразведки»
 — отметил посол США в Тегеране.
Они были подготовлены не только в сфере работы в полиции, но также в анализе советской техники, а также направлены на выявление современных советских электронных достижений в области шпионажа..
В конце 1950-х и начале 1960-х годов, основное внимание США было сосредоточено не на событиях внутри Ирана, а на борьбе с СССР и социалистическим лагерем в целом. Растущая зависимость США от САВАК в качестве главного источника разведданных для своих нужд были отчасти результатом растущей уверенности в режиме шаха.
В намерениях по разработке более широких полномочий в рамках САВАК, иранцы стремились заручиться поддержкой израильских спецслужб и Великобритании. Службы безопасности Израиля и Великобритании, действуя из своих государственных интересов, довольно часто обращались к Ирану с просьбой о помощи в проведении в регионе спецопераций.
В 1960-х годах «Моссад» стал более активно сотрудничать с шахским Ираном в сфере региональной безопасности, начиная от обучения персонала САВАК методам ведения следствий и заканчивая проведением широкого спектра совместных операций.
Хотя спецслужбы САВАК в основном занимались борьбой с «советской угрозой» и левыми террористическими группами, в конечном итоге они были предназначены для выявления и запугивания политических противников шаха..
За короткий срок САВАК снискал себе дурную славу. В его застенках к заключённым применялись самые изощрённые пытки. Американский автор Б. Рубин не исключает того, что «технике пыток» сотрудники САВАК были обучены специалистами из ЦРУ.
С целью устранения представителей оппозиции сотрудники САВАК проводили своеобразные «превентивные» меры. Так, организовывались рейды в предполагаемые места встреч членов оппозиционных групп и левых партий. В случае обнаружения в таких местах находившихся в розыске лиц они без предупреждения уничтожались. А в отчётах или сообщениях для СМИ подобные действия сотрудников САВАКа объяснялись тем, что якобы последние открыли огонь в ответ на вооружённое сопротивление участников встречи.
Некоторые политологи отмечают, что репрессии САВАК в 1960-х и 1970-х годах были преднамеренными действиями шаха в борьбе с программой СССР по дестабилизации внутриполитической ситуации в Иране, как одного из главных союзников США, и с такими террористическими группами, какими являлись «Федаине Ислами» и «Моджахедин-Э Хальк».
Один из историков в своей книге комментирует следующее: «По сравнению с большинством своих соседей, шахский режим Ирана был намного свободнее, чем социалистические военные диктатуры или консервативные религиозные монархии региона».
Поворотным пунктом в репутации САВАК, к тому времени успевший прославиться безжалостной жестокостью к оппонентам режима, стало нападение небольшой группы вооружённых марксистов на жандармский пост в Сияхкяле (провинция Гилян) 8 февраля 1971 года. По данным историка Ерванда Абрамяна, после этого нападения следователи САВАК были отправлены за границу для «…обучения у научных кадров в целях предотвращения нежелательных случаев смерти от „грубой силы“…».
В подготовке и повышении квалификации сотрудников организации, помимо американских, значительную помощь Ирану оказывали спецслужбы Турции и Франции.

## Структура
Генерал Нематолла Нассири провёл реорганизацию всей системы спецслужбы САВАК, которая к моменту его прихода в руководство находилась в плачевном состоянии.
К 1970 году спецслужбы САВАК структурно было разделено на 9 основных Департаментов.
- Департамент I — Кадры, учебные курсы, церемония, корреспонденция и секретариат

Департамент I САВАК под начальством бригадного генерала Сейфоллаха Фроузина занимался обработкой административных дел. Департамент I состоял из персонала и отдела коммуникации и отдела, который занимался туристами.
- Департамент II — Внешняя разведка, коммунизм, Афганистан, Ирак и Йемен

- Департамент III — Партия «Туде», Национальный Фронт, заграничное студенчество

- Департамент IV — Собственная безопасность[39]

Директором данного департамента был бригадный генерал Кангарлу. Департамент состоял из трех секции: безопасность персонала, местонахождения и документации. Подразделение филиала было занято охраной. Руководители отделений САВАК в регионах были также в распоряжении Департамента IV.
- Департамент V — Технический отдел

Департамент V под командованием бригадного генерала Саеди нёс ответственность за технические вопросы. Генерал Саеди, несмотря на отсутствие специальных знаний, был эффективным менеджером. К моменту, когда генерал Фардуст вошёл в руководство САВАК, Департамент V был больше похож на антикварный музей, чем на один из департаментов САВАК, ответственного за технические вопросы. Только единицы секретного оборудования «Департамент V» были на должном уровне. Остальные единицы оборудования были устаревшими и не отвечали даже тысячной доле потребностей САВАК.
Вскоре стало известно, что бригадный генерал Хасан Алави-Кия также присваивал деньги департамента. В ежегодном бюджете, он просил уделять своему отделу на закупку технического оборудования 5 млн туманов, но только 10 000 туманов из выделенной суммы было израсходовано на нужды департамента, остальную часть денег генерал Алави-Кия взял для собственных целей.
За время работы в САВАК генерал Фардуст исправил недостатки департамента. Было приобретено новое оборудование в целях удовлетворения потребностей департамента в Тегеране, в столицах провинций и филиалов за рубежом.
Каждые шесть месяцев генерал Саеди приносил в офис генерала Фардуста список требуемого оборудования для своего ведомства. Генерал Фардуст, в свою очередь, одобрял все его рекомендации. Ему удалось импортировать все необходимые товары через «Департамент VI». Таким образом, «Департамент V» был оснащён современными техническими средствами.
Данные разведки подтверждают, что примерно 10 % раскрытия тайных организаций стали возможными благодаря использованию технических средств и 20 % — при помощи агентов, проникавших в организацию.
- Департамент VI — Финансовая администрация

Директором Департамент VI был бригадный генерал Зангане. Он открыто присваивал 5 % бюджета, рассматривая это как своё законное право. Департамент VI проводил только официальный бюджет, который приходил из президентского бюро и министерства обороны. Эксперты по бухгалтерскому учёту контролировали все счета Департамент VI.
Департамент VI был разделён на несколько секций. Секция счетов определяла и оценивала ежегодный бюджет и несла ответственность за платежи.
- Департамент VII — Установление контактов и обмен оперативной информацией с секретными службами разных стран

При этом имелись контакты с офицерами спецслужб связи из следующих стран: ФРГ, Франция, Великобритания, Израиль, Италия, Иордания, Пакистан, Саудовская Аравия, Турция, США и др..
- Департамент VIII — Контрразведка

Контрразведка САВАК вела довольно активную борьбу по пресечению разведывательной (шпионской) деятельности соответствующих органов других государств (в первую очередь против коммунистической агентуры).
Наряду с контрразведывательной деятельностью «Департамент VIII» обычно выполнял и ряд смежных функций в области государственной безопасности, например, вёл борьбу против террора («Моджахедин-Э Хальк», «Федаине Ислами» и т. д.).
- Департамент IX — Архив, паспортный отдел

И 2 отделения САВАК — по Тегерану и по провинциям, которые в свою очередь подразделялись на 6 Отделений.
- Отдел Национального Фронта;
- Отдел Коммунистической партии;
- Отдел общественных учреждений;
- Отдел по делам рабочих;
- Отдел по делам университетов;
- Отдел по делам базаров.

Во всех отделениях САВАК функционировали два подразделения, каждое подразделение имело персональную ответственность. Первый отдел нёс ответственность за проверку тайных операции, а второй сообщал об общественном недовольстве.
В отделении разведки также функционировали филиалы, в некоторых столицах провинций были созданы анти-шпионские отделы. Секции расследований также являлись неотъемлемой частью любого отделения САВАК.
Структура отделения САВАК в провинциях включала в себя руководителя, двух или трёх советников и определённое число охранников. Формально САВАК был прикреплён непосредственно к офису премьер-министра. На самом деле директор САВАК докладывал премьер-министру выборочные сведения о политической ситуации в обществе и оппозиционных кругах. Два раза в неделю директор САВАК имел встречи с шахом, на которых обсуждались вопросы о положении дел в стране и по национальной безопасности.
Спецслужба САВАК имела тесные связи с вооружёнными силами страны; многие из его офицеров служили одновременно в различных родах войск. САВАК поддерживала контакты со Вторым бюро имперской армии, многие офицеры которой стали служить в САВАК.
Сотрудники САВАК, согласно закону, являлись военнослужащими и имели военные звания (генерал, генерал-лейтенант, генерал-майор, полковник и т. д.)
После увольнения генерала Бахтияра все спецслужбы Ирана были подчинены непосредственно Мохаммеду Реза Пехлеви, минуя парламент и кабинет министров с премьер-министром во главе.
Центральные структуры САВАК распределились следующим образом:
- начальник,
- заместитель начальника,
- начальник Службы внешней разведки,
- директор департамента,
- заместитель директора департамента,
- начальник отдела
- руководитель отделения[47].

### Численность персонала
На протяжении многих лет вопрос о численности персонала САВАК является предметом спора многих историков и исследователей. С учётом того, что Иран никогда не раскрывал данные о количестве работников секретного агентства — многие историки приводили противоречивые цифры количества персонала САВАК — 6000, 20 000, 30 000 и 60 000.
В одном из своих интервью, 4 февраля 1974 года, шах заявил, что не знает точное число сотрудников САВАК. Тем не менее, он оценил их общее число менее чем в 2000 сотрудников. На часто задаваемый вопрос о «пытках и зверствах» САВАК шах отвечал отрицательно, обозначив газетные сообщения о «произволе и жестокости САВАК» как ложь и клевету. В распространённых после Исламской революции листовках указывалось, что в САВАК официально служило 15 000 иранцев, не говоря о множестве неофициальных сотрудников.
В журнале «Newsweek» от 14 октября 1974 года говорилось:
«Постоянно на САВАК работает от 30 000 до 60 000 человек. Но это всего лишь костяк гораздо большего аппарата. Не менее 3 млн. иранцев являются осведомителями и информаторами САВАК, которые работают в отелях, гостиницах, такси, школах, посольствах и консульствах, предприятиях и учреждениях, больницах (врачи), даже в общих спальнях и ресторанах, где иранские студенты живут и едят».
Там же было указано, что 1/3 часть всех иранцев имели определённые связи с САВАК. В основном они являлись осведомителями или фактическими агентами тайной полиции.
В 1980 году журналист Дэвид Фрост, во время интервью с шахом в Панаме, приводит иную цифру о численности персонала САВАК — в 1978 году, со слов шаха, сотрудников секретного агентства насчитывалось около 4000 человек.

### Функции САВАК
Против оппонентов режима тайная полиция САВАК применяла практически исключительно репрессивно-карательные функции.
Репрессии против коммунистов «Туде» и особенно левых исламистов, носивший массовый характер, лишний раз свидетельствовали о всесилии и всеведении шахского режима и его тайной полиции САВАК.
Совершенствуя и расширяя деятельность силовых секретных структур, шахский режим, с целью разгрома оппозиционных организаций, пользовался также «законными» мерами. Так, в 1957 году легальная деятельность партии «Иран», входившей в Национальный Фронт, была запрещена на базе антикоммунистического закона от 1931 года.
В этот период были сведены на нет свобода печати, слова, собраний и митингов.
Упрочение позиции шаха, расширение его прерогатив как главы государства происходило на фоне уменьшения роли законодательного органа страны. Эта тенденция иранской политической жизни была непосредственно связана с финансовой, военной и политической поддержкой иранской верхушки, и прежде всего шаха, со стороны правительств США и Великобритании. В то же время превращение Ирана в полицейское государство вызывало во многих странах, как в социалистических, так и капиталистических, заметное недовольство. В политических и университетских кругах США выражалось беспокойство по поводу того, что драконовские меры правительства шаха могут подтолкнуть промосаддыковские силы к тайному сотрудничеству с Советским Союзом.
На страницах крупнейших американских периодических изданий обращалось внимание на то, что, несмотря на рост получаемых от нефти валютных поступлений и на увеличение помощи из Запада, положение малоимущих и неимущих слоёв в стране ухудшалось. В качестве главных причин такого положения указывались рост казнокрадства, коррупции, а также неэффективность деятельности государственного сектора в области экономики.
В структурах САВАК выделялось особое бюро, которое располагало своими собственными тюремно-исправительными учреждениями, наиболее известными из которых были «Комитет и средства обслуживания Эвин» и тюрьма Каср.
В шахских застенках применялись довольно «эффективные» методы пыток и дознания: удары током, удары хлыстом, избиение, вставка в рот стакана без дна и заливка кипящей воды в прямую кишку, подвязывание к яичкам веса, извлечение зубов нехирургическими методами, протыкание тела гвоздями, пытки холодной водой и т. д. Все эти действия выполнялись без всяких протоколов. Данные пытки применялись в основном к политическим оппонентам шаха — радикальным исламистам, членам военизированных организации «Федаине Ислами» и «Моджахедин-Э Хальк», сторонникам свергнутого премьер-министра Мосаддыка, республиканцам, коммунистам, заговорщикам из придворной знати.
Источники расходятся по поводу численности жертв САВАК и применением в его застенках бесчеловечных методов пыток и дознания. Через неделю после свержения шаха журнал «Тайм» опубликовал статью, в котором спецслужбы САВАК были охарактеризованы как «самая ненавистная служба, которой иранцы боялись», где «пытали и были убиты тысячи оппонентов шаха».
Федерация американских учёных (ФАУ) также подтверждает версию о том, что в период между 1963—1979 гг. «САВАК пытала и казнила тысячи политических заключённых», и то, что данное учреждение символизировало шахскую власть.
По сведениям генерал-майора ГРУ Сергея Крахмалова, бывшего военного атташе СССР в Тегеране, «…САВАК многие годы держала в страхе все население Ирана. Даже высшие должностные лица страны вздрагивали при её упоминании». Главная задача этой спецслужбы заключалась в борьбе с внутренней оппозицией. По словам того же Крахмалова, в застенках этой организации «…за 22 года её существования было замучено более 380 тысяч человек».
Сходные данные содержатся в книге «Ислам на пороге 21 века» (1989 г.) А. А. Игнатенко (ныне президента Института религии и политики и члена Совета по взаимодействию с религиозными объединениями при Президенте РФ) и Н. В. Жданова.
Однако, согласно недавним исследованиям политического историка эпохи шаха Ерванда Абрамяна, от рук САВАК погибло несколько сот оппонентов шаха, намного меньше, чем несколько тысяч заключённых, которые были убиты в Исламской Республике. Хотя некоторые заключённые при шахе подвергались пыткам, в целом, заключённые в письмах были склонны использовать такие слова, как «скука» и «однообразие», чтобы описать свою жизнь в камере, нежели «страх», «смерть», «террор», «ужас» и «кошмар», как описывают в письмах заключённые в Исламской Республике.
Ерванд Абрамян считает, что между 1971—1977 гг. (в эпоху самых жестоких репрессий САВАК) от рук сотрудников САВАК (и других полицейских и военных) погибли около 368 партизан и были казнены менее 100 политических заключённых.
Один известный писатель был арестован, в тюрьме подвергался пыткам в течение нескольких месяцев, и, наконец, перед телекамерами он «сознался», что в его работах уделялось слишком много внимания социальным проблемам и не обращалось должного внимания на достижения «белой революции шаха и народа». К концу 1975 года 22 известных поэта, писатели, профессора, режиссёры театра и кино сидели в тюрьме за критику режима. И многие другие деятели культуры подвергались физическому давлению за отказ сотрудничать с властями.
К 1976 году репрессии САВАК были значительно смягчены благодаря гласности и контролю со стороны многочисленных международных организаций и иностранных газет.
В 1976 году Джимми Картер был избран президентом Соединённых Штатов, и он поднял вопрос о правах человека в Иране, а также в Советском Союзе. Шахский режим был вынужден смягчить методы борьбы с политическими оппонентами монархии.
Появившиеся после антишахской революции 1978—1979 гг. в иранской прессе секретные материалы из архива САВАК, а также данные из различных иранских и иностранных изданий, касающиеся истории последних лет правления шаха, свидетельствуют, что сотрудники и агентура организации вели систематическую слежку не только за оппозиционными организациями и деятелями, за инакомыслящими, но фактически и за всеми высокопоставленными государственными служащими, лояльными к шаху политическими деятелями, журналистами, предпринимателями, писателями и т. д.
Не полагаясь полностью на САВАК, шах в 1958 году учредил шахскую инспекцию, назначив её руководителем своего друга, генерала Хоссейна Фардуста, товарища по учёбе в Швейцарии. Эта организация предоставляла монарху данные относительно «тёмных сторон» в деятельности иранской элиты.
Резидент КГБ СССР в Иране Леонид Шебаршин вспоминает :
«Как общепринято, ворота в большинстве посольств отворялись комендантом, сидевшим в проходной, нажатием кнопки электродвигателя. Он же контролировал и записывал в специальный журнал, имена лиц и номера дипломатических и служебных автомашин, покидавших посольство либо возвращавшихся обратно. Интересно то, что напротив ворот посольства, в будочках производились такие же записи, но уже не посольскими комендантами, а работниками шахской тайной полиции — “Организации Безопасности и Информации Ирана” (САВАК), ежеминутно следившими за перемещениями иностранных дипломатов и работников посольства».
Сотрудничество между спецслужбами США и Ирана было значительно расширено в течение 1970-х годов, когда агентам САВАК было разрешено проводить операции в США. Сотрудники САВАК собирали информацию о деятельности тех политэмигрантов, которые подозревались в заговоре, с целью свержения шаха. Помимо сбора необходимой информации, агенты САВАК также проводили тайные действия против иранских студентов, участвовавших в демонстрациях против шаха. В данных мероприятиях неоценимые услуги САВАК оказывало ЦРУ и Федеральное Бюро расследований.
Интенсивные контакты американо-иранской разведки в конце 1970-х годов проходили при стремлении шаха нейтрализовать активность иранской эмиграции с одновременным давлением американской администрации на руководство Ирана в области соблюдения и защиты прав человека. В начале 1977 года САВАК, обеспокоенный активизацией экстремистских групп в эмиграции, подозреваемых в установлении связей с зарубежными террористическими организациями, пообещал предоставлять американским чиновникам больше информации о политических заключённых в Иране — в обмен на расширение сотрудничества с западными разведывательными службами о деятельности политической эмиграции.
Один из историков исламской революции утверждал: «…не очень трудно будет попытаться узнать правду о работе ЦРУ в этой стране, поскольку сами спецслужбы САВАК вели слежку за ними».
Агентурная сеть САВАК охватывала и ряды уже существовавшей оппозиции. Агенты САВАК просачивались в различные группы оппозиции в Иране — марксистов, партизан, шиитских священнослужителей из окружения Рухоллы Хомейни, и основанного Мосаддыком «Национального Фронта». Информаторы САВАК были буквально в каждой из этих оппозиционных групп. Более или менее видные и одиозные члены и активисты оппозиционных движений арестовывались, похищались и подвергались различного рода пыткам в застенках САВАК. Наиболее упорствующие уничтожались. Рассказы немногочисленных оставшихся в живых известных диссидентов режима, прошедших центры допроса и все ужасы шахских застенков, в один голос свидетельствовали о безграничной беспощадности методов САВАК. Правозащитная организация «Amnesty International» на 1977 год оценивала количество политических заключённых в Иране от 25.000 до 100.000 человек.
После 1963 года шах расширил организацию безопасности, в том числе САВАК, число сотрудников которой выросло до 5300 человек, и большое число лиц, завербованных иранцев, по сути информаторов секретной службы.
Наряду с прямой ликвидацией представителей оппозиции режима шаха, САВАК был уполномочен и компетентен в оценках деятельности средств массовой информации и литературы, располагая прерогативами по своему усмотрению вводить цензуру на определённые рода издания газет, журналов, книг. Для установления полного контроля над средствами массовой информации и подчинить их правительственному курсу, власти издали 30 июля 1955 года «Закон о печати», который гласил, что критические отзывы против религии и монархии подавлялись с постановления суда.
Оценка и цензура публикации вменялось в обязанности САВАК до 1963 года.
После 1963 года эти функции перешли непосредственно к Министерству Информации, которое было подчинено «Департаменту III». Публиковать разрешалось лишь позицию правительства шаха и его союзников. Газеты не могли комментировать актуальные события: печатать разрешалось дословно лишь официальное мнение властей. Журналистов, нарушивших данные предписания, ждала тюрьма или пытка. Писатели, которые печатали критические или политически двусмысленные произведения, также должны были считаться с данным запретом. К 1970 году число публикаций прессы сократились на 60 различных газет, из которых шах запретил 37, ссылаясь на их слишком незначительное издание. В 1970 году, число изданных книг равнялось 4.000; в 1975 году число опубликованных новинок снизилось до 1.000.
Законом «Об измене родине» от 1931 года было установлено, что сведения тайной полиции являлись неопровержимым доказательством виновности того или иного подсудимого, в то время как подсудимый был лишён права иметь собственного адвоката. Допускалось получать признания под пыткой. Политические процессы «Об измене родине» рассматривал армейский трибунал. За измену родине была предусмотрена смертная казнь через расстрел, которую приводили в исполнение в течение 48 часов с момента оглашения судом приговора.
Известной арестанткой САВАК была Ашраф Дехгани, коммунистка из организации «ОПФИН», которую подвергли в тюрьме «варварской» пытке. Сбежать в эмиграцию ей удалось в 1973 году, после 2-х летнего заключения в тюрьмах САВАК, где в 1983 году она опубликовала книгу воспоминаний «Пытка и сопротивление в Иране». Активисты оппозиции утверждали, что саваковцы научились практике пыток с помощью сотрудников ЦРУ, а также агентов израильского «Моссад» и «Шин Бет».

### Бюджет САВАК
Августовский переворот 1953 г. положил начало новому этапу в современной истории Ирана. В управлении страной заметную роль стала играть бюрократия и верхушка армии, оказавшая большую помощь двору в осуществлении переворота. Итак, восстановив свою власть, шах начал править железной рукой с помощью спецслужбы САВАК. Шах получил щедрую иностранную помощь для модернизации армии и строительстве органов разведки и контрразведки. Только в 1956—1962 гг. государственные расходы на силы безопасности (военные, полиция, жандармерия, и, предположительно, также САВАК) составили около 27 %, а для образования и экономического развития 12 и 33 % соответственно. Очевидно, и то, что, помощь США оказанная в 1950-х годах, сыграла важную роль в развитии карательных институтов как краеугольных камней шахского режима.
Финансовые средства, которые шли на содержание всего полицейского аппарата САВАК были поистине колоссальными. Бюджет САВАК на 1972/1973 гг. равнялся $ 255 млн. В следующем, 1974 году он уже составил $310 млн..
Генерал Шахста возглавлял раздел ежегодного бюджета. Все платежи должны были быть утверждены начальником САВАК и никто другой не имел права производить платежи без его санкции. Всякий раз, когда соответствующие должностные лица спецслужб хотели взять деньги из бюджета САВАК, в первую очередь брали разрешение у генерала Шахста, а после его получения, брали разрешение у начальника САВАК (Пакравана и позднее Нассири).
Поскольку генерал Шахста был в преклонном возрасте, он не мог справляться с делами надлежащим образом, управлять всеми финансовыми делами в течение значительного периода времени ему помогал его брат.
Департамент здравоохранения во главе с генерал-майором Бадей и бригадным генералом Латифи, являлся ещё одной областью, находившейся под контролем начальника САВАК.

## Руководители САВАК (1957—1979)
| № | Директор САВАК    | Срок пребывания во главе САВАК | Срок пребывания во главе САВАК |
| - | ----------------- | ------------------------------ | ------------------------------ |
| 1 | Теймур Бахтияр    | октябрь 1957                   | июнь 1961                      |
| 2 | Хассан Пакраван   | июнь 1961                      | май 1965                       |
| 3 | Нематолла Нассири | май 1965                       | 6 июня 1978                    |
| 4 | Нассер Могадам    | 6 июня 1978                    | 12 февраля 1979                |

### САВАК под руководством генерала Бахтияра
Первым директором САВАК был генерал Теймур Бахтияр. Генерал Бахтияр, как крупный землевладелец, пытался предотвратить реформы «белой революции шаха и народа» и по некоторым сведениям, с этой целью хотел организовать военный переворот и установить правую диктатуру под своим руководством. В 1961 году из-за подготовки «государственного переворота» генерал Бахтияр был освобождён со своего поста и в 1962 году выслан из страны.
САВАК и лично шах имели систематические контакты с ЦРУ, «Моссад» и западноевропейскими спецслужбами. Порою получаемые из западных спецслужб сведения имели для главы государства исключительное значение. Так, когда могущественный руководитель САВАК генерал Теймур Бахтияр во время поездки в США в доверительных беседах с американскими коллегами допустил нелояльные высказывания в отношении главы государства, то американцы немедленно известили об этом шаха. Бахтияр обосновался в Багдаде, где создал антишахский центр, в деятельности которого принимали участие, в частности, представители партии «Туде».
12 августа 1970 года Теймур Бахтияр, которого охраняли агенты иракской разведки «Мухабарат» был убит в Ираке во время охоты подосланными из Тегерана агентами САВАК. В связи с этим известный французский журналист Жерар де Вилье писал: «…Он был убит аппаратом, который был создан им же самим»

### САВАК под руководством генерала Пакравана
Преемник Бахтияра — генерал Хассан Пакраван был уволен шахом в 1965 году из-за слишком «мягкого» отношения к оппозиции. Генерал Пакраван имел доброжелательную репутацию, что выражалось например, в частых беседах с муллой Хомейни во время завтрака, а также перевод Хомейни из тюрьмы под домашний арест. Суд вынес Хомейни смертный приговор за «подстрекательство к мятежу против монархии и государственной безопасности». Хассан Пакраван вмешался, чтобы предотвратить казнь Хомейни на том основании, что это вызовет «гнев простого народа Ирана». Однако после иранской революции, Хассан Пакраван был одним из первых должностных лиц шаха кто был осужден и казнён.

### САВАК под руководством генерала Нассири
Место генерала Пакравана занял генерал Нематолла Нассири (перед назначением руководившим имперской гвардией «бессмертные»). Генерал Нассири обладал харизматическими способностями руководителя и организатора на своём новом и ответственном посту, что выразилось в кардинальном улучшении системы деятельности политической полиции.
Нематолла Нассири был полностью солидарен с жестким политическим курсом шаха, который был направлен на подавление любого инакомыслия антишахского содержания, уничтожение лево- и праворадикальных экстремистских вооруженных групп и сохранение монополии правящей династии на власть.

### САВАК под руководством генерала Могадама
6 июня 1978 года генерал Нассири был уволен со своего поста: новым директором САВАК назначен генерал Нассер Могадам. В глазах оппозиции, генерал Нассири, в течение всего своего времени пребывания в должности главы САВАК считался самым ненавистным человеком в Иране, который был склонен к «жестокости и садизму». 15 февраля 1979 года Нассири был казнен.
Написанные и опубликованные властями республики после крушения шахского режима мемуары генерала Хоссейна Фардуста содержат большое количество сведений относительно сотрудничества и связей ведущих деятелей шахского Ирана с представителями западных держав, главным образом США и Великобритании. Но среди них, с точки зрения раскрытия особенностей правления Мохаммеда Реза Пехлеви, немалый интерес вызывают данные, которые позволяют вскрыть методы использования получаемых у разведслужб сведений в личных интересах, прежде всего для упрочения своей верховной власти.
Хоссейн Фардуст, например, пишет о том, что, получая от него данные относительно фактов казнокрадства, коррупции и других неблаговидных действий среди представителей высшего эшелона власти, шах на них порою не реагировал. На первых порах у генерала это вызывало удивление, поскольку как глава «шахской инспекции» он вел тайное расследование деятельности определенных лиц или организаций по поручению самого шаха. Но все стало на своё место, когда глава «шахской инспекции» понял, что подобная информация иногда использовалась шахом для того, чтобы держать своё близкое окружение и всю политическую верхушку в повиновении и постоянном страхе.

## Укрепление позиций шахского Ирана в регионе: роль САВАК
Появлению новых веянии в иранской политике в известной степени способствовали внешние факторы, в частности июльский кровавый переворот 1958 г. в Ираке, переворот 1960 г. в Турции, военный переворот 1962 г. в Йемене, усиление националистических тенденции в политике Египта и свержение монархии в 1969 г. в Ливии.
Мохаммед Реза Пехлеви осознавал всю пагубность для страны политизации армии и провёл ряд важнейших мероприятии в этом направлении. Вся армия была поставлена под строжайший и жёсткий контроль спецслужбы САВАК. Иранский монарх запретил всем генералам и офицерам Имперской Армии собираться вместе без его согласия. Попытки захвата власти со стороны военных в Иране были практически сведены к нулю.
Филиал организации «Свободные офицеры» в Иране был полностью уничтожен. Один из основателей и руководителей организаций — Хосров Рузбех, член Народной партии Ирана («Туде») с 1943 года, арестован охранкой САВАК и расстрелян по приговору военного трибунала.
Шахские спецслужбы вели довольно активную внешнеполитическую деятельность. Основными противниками САВАК в этот период являлись спецслужбы Египта, других арабских стран и их союзника СССР. При этом она опиралась на религиозные меньшинства региона: шиитов, христиан и евреев. Шах принимал непосредственное участие в конфликтах на Ближнем Востоке, полагая, что Иран не может стоять в стороне от политических и иных процессов, протекающих в регионе. В арабо-израильских войнах (1956, 1967, 1973 гг.) шах не поддержал арабов, так как он полагал, что в случае ослабления арабского мира, Иран мог бы диктовать им свои условия, тем самым расширяя сферы геополитического влияния Ирана.

## САВАК и «Восстание 15 Хордада»
Наступил месяц хордад 1342 года. Рухолла Хомейни максимально воспользовался этой возможностью для того, чтобы побудить народ совершить восстание против шахского режима. Во второй половине дня в день Ашуры 13 хордада 1342 года (3 июня 1963 года) Хомейни в научной духовной семинарии «Фейзие» произнес свою историческую речь, которая стала началом восстания 15 хордада 1342 года (5 июня 1963 года). В этом же выступлении Хомейни громко обратился к шаху со словами: 
«Я советую вам, шах, оставить эти дела. Они тебя обманывают. Я не хочу, чтобы однажды, когда они бросят тебя, все возблагодарили за это Бога…. Когда они диктуют свои правила и условия, подумай над ними. Прислушайся к моему совету. Что связывает шаха с Израилем? На каком основании служба безопасности запрещает говорить об Израиле? Разве шах – израильтянин?».
Шах отдал приказ службам безопасности подавить восстание. Сначала была арестована большая группа соратников Хомейни вечером 14 хордада, а в 3 часа ночи, то есть на рассвете 15 хордада 1342 года (5 июня 1963 года) сотни бойцов спецназа, отправленных из центрального аппарата власти, окружили дом Хомейни и арестовали его в то время, когда он совершал поощрительный ночной намаз. Поспешно они доставили имама в Тегеран и заключили его в тюрьму офицерского клуба. Вечером того же дня Хомейни был переведен в тюрьму Каср.
Утром 15 хордада весть об аресте лидера революции дошла до Тегерана, Мешхеда, Шираза и других городов и воссоздала ситуацию, аналогичную ситуации в Куме. Ближайший и неизменный советник шаха генерал Хоссейн Фардуст в своих воспоминаниях приподнял завесу над событиями тех дней и рассказал о том, как использовался опыт и привлекались к сотрудничеству профессиональные политические агенты спецслужб США для подавления восстания, а также силами армии и агентами САВАК. В своих воспоминаниях генерал Фардуст описывает также, как шах и его генералы, подобно «безумцам» отдавали приказы подавить восстание. Хомейни после 19 дней тюремного заключения, которые он провел в тюрьме Каср, был переведен в одну из тюрем, находящихся на военной базе в районе Эшрат-Абад. После ареста лидера революционного движения и варварского убийства людей 15 хордада 1342 года (5 июня 1963 года) восстание внешне было подавлено. Во время ареста Хомейни смело отказался от ответов на вопросы следователей, заявив, что считает существующий в Иране режим и судебную власть незаконными и некомпетентными в вопросах управления страной.

Вечером 18 фарвардина 1343 года (1964 г.) без предварительного уведомления имам Хомейни был выпущен на свободу и перевезен в Кум. Узнав об этом, люди, ликуя, незамедлительно устроили торжественные праздники в кумской духовной семинарии «Фейзие» и во всем городе, которые длились несколько дней. Первая годовщина «восстания 15 хордада» была отмечена в 1343 году (5 июня 1964 года) после издания совместной декларации Рухоллой Хомейни и несколькими другими высшими муджтахидами, а также издания отдельных деклараций научными духовными семинариями. Этот день был объявлен днем всеобщего траура. 4 абана 1343 года (1964 г.) Хомейни издал революционную декларацию, в которой написал: 
«Пусть знает мир, что причиной всех проблем иранского и всех мусульманских народов являются чужеземцы, США. Мусульманские народы ненавидят чужеземцев в целом и США в частности … Именно США оказывают покровительство Израилю и его сторонникам. Именно США помогают Израилю изгонять арабов-мусульман с их земель и заставлять скитаться».
Разоблачение муллой Хомейни «незаконного» принятия законопроекта о капитуляции, предусматривавшем политическую неприкосновенность для американцев, в абане 1343 года (1964 г.) поставило Иран на порог нового восстания. Утром 13 абана 1343 года (1964 г.) вооружённые бойцы шахского спецназа, прибывшие из Тегерана, осадили дом имама в Куме. Заслуживающим внимание было то, что во время ареста, как и в предыдущий раз, имам был занят совершением поощрительных ночных богослужений. Хомейни был арестован и в сопровождении сотрудников САВАК доставлен прямо в тегеранский аэропорт «Мехрабад», откуда он был переправлен в Анкару на военном самолете, который был приготовлен заранее в сопровождении сил безопасности и военных. Вечером того же дня тайная полиция САВАК опубликовала в прессе новость о ссылке Хомейни по обвинению в ведении деятельности против безопасности страны. Несмотря на атмосферу удушья, в стране поднялась волна протестов в форме митингов на Тегеранском рынке, долгосрочного приостановления занятий в научных духовных семинариях и писем в адрес международных организаций и высших муджтахидов. Пребывание Хомейни в Турции продлилось 11 месяцев. За это время шахский режим при использовании беспрецедентно жестоких мер расправился с оставшимися силами сопротивления и в отсутствие имама поспешно принялся за реализацию прозападных реформ. Вынужденное пребывание в Турции явилось хорошей возможностью для Хомейни, которой он воспользовался для написания своей книги «Тахрир аль-Василе».

## САВАК и Исламская революция
В 1960—1970-е годы жизнь иранского общества прошла под знаком «белой революции», которая по замыслу Мохаммеда Реза Пехлеви, должна была заложить основы для перехода Ирана в число развитых капиталистических стран. При жизни одного поколения монарх мечтал совершить «прыжок через столетия», перевести Иран «из средневековья в ядерный век», превратить страну в «пятую индустриальную державу мира».
Действительно, результаты серии крупномасштабных социально-экономических и политико-административных реформ, проведённых в течение полутора десятилетий за счёт колоссально возросших доходов от нефти, поражали воображение не только многих западных наблюдателей, но и самого монарха. Нефть позволила Ирану испытать почти невиданные ранее темпы экономического роста. В отсталой аграрной стране появились новые отрасли современной индустрии — металлургические и машиностроительные заводы, нефтехимические комплексы, автомобильные и тракторостроительные предприятия, газовая промышленность, заложены основы национального судо- и самолётостроения и даже сделаны шаги к созданию атомной энергетики. В стране стали утверждаться эталоны современного «общества потребления». Экономический рост сопровождался относительной социальной и политической стабильностью.
Однако сравнительно высокие количественные показатели роста иранской экономики не отражали реальный прогресс в экономическом развитии страны. Ускоренная модернизация по западному образцу, проводившаяся в условиях довольно низкого исходного уровня, вызвала крайнюю неравномерность и диспропорциональность всего экономического развития страны.
Уже в середине 70-х годов выявились резкий рост дефицита платёжного баланса и инфляция, которая сильно отразилась на доходах большинства трудящихся. Политика индустриализации Ирана, по мысли шаха, должна была способствовать ликвидации архаичных, традиционных и расширению новых, современных социально-экономических укладов. На деле же эта политика привела к возникновению государственно-монополистических общественных структур, на которых паразитировала горстка удачливых коммерсантов и коррумпированных чиновников, а огромная масса населения, выбитого из традиционных жизненных укладов, в подавляющей своей части осталась вне процесса социальной модернизации. Для этих общественных слоёв «белая революция» оказалась «революцией обманутых надежд».
Не достигла своих целей и аграрная политика шахского режима. Ликвидация полуфеодальных отношений в деревне и перераспределение земель в пользу крестьянства, хотя и привели поначалу к довольно существенному увеличению числа мелких собственников, в конечном счёте вызвали рост крупных капиталистических хозяйств. Крестьяне массами бросали или продавали свои земельные участки и устремлялись к благам городской жизни, в которой большинство из них так и не смогло найти себе место.
Ещё сильнее сказались результаты шахской политики на психологии масс. Форсированное промышленное развитие, ускоренное городское строительство, вторжение иностранных товаров, растлевающее влияние буржуазной массовой культуры, взломав традиционные структуры общества, вызвали острый кризис самосознания. Вырванные из привычной деревенской среды и заброшенные в сумятицу бездушных городов, иранцы ощущали себя не дома. И они набросились на всё, что было чуждо их устоявшемуся жизненному укладу.
Оказавшись не в состоянии справиться с экономическими и социальными проблемами, шахский режим усилил репрессии. Действовавшая под личным руководством шаха САВАК вела тотальную слежку за иранцами, как внутри страны, так и за её пределами. На предприятиях, в учреждениях, в учебных учреждениях действовали специальные отделы, подведомственные САВАК. Военные трибуналы беспощадно карали оппозиционеров. Только в течение 1976—1977 гг. имели место десятки случаев, когда деятели оппозиции были убиты сотрудниками САВАК. В отношении попавших в их руки представителей оппозиции сотрудники САВАК применяли самые изощрённые пытки. Усиление авторитарных методов правления вызвало открытое недовольство демократических кругов.
Таким образом, к революционному взрыву привёл ряд факторов. Важнейшим из них было преобразующее, угнетающее и разрушающее воздействие бурно развивавшегося капитализма на мелкобуржуазный и докапиталистические уклады, причём наименьшим оказалось воздействие преобразующее, трансформирующее. Это был комплексный фактор. Комплексность его заключалась в том, что он имел целый ряд аспектов — экономический, социальный, морально-этический, психологический.
В начале 1970-х, как ЦРУ США, так и израильская «Моссад», принимали участие в реструктуризации САВАК. В противовес идеологии вооруженной борьбы среди молодого поколения политических деятелей, был сформирован «объединенный антитеррористический комитет САВАК» по борьбе с городской подпольной деятельностью. Данное подразделение находилось под руководством Парвиза Сабети. Оно было в значительной степени ответственно за произвольные задержания, допросы и пытки многих диссидентов в течение этого периода.

Аятолла Хомейни, внимательно наблюдавший за происходившими преобразованиями в Иране и во всем мире, максимально использовал выпавшую возможность. В 1977 г. в своем послании Имам сказал: 
«Сегодня внутренняя и внешняя обстановка, а также отражение преступлений шахского режима в иностранной прессе и международном сообществе являются возможностью, которой должны незамедлительно воспользоваться все научные и культурные круги, патриоты, студенты учащиеся в стране и за её пределами и исламские ассоциации и открыто восстать».
В ноябре 1977 г. оппозиционные выступления, инициаторами которых были представители интеллигенции, стали массовыми. 15 ноября 1977 г. начались волнения в политехническом университете «Арьямехр». 16 ноября волнения перекинулись в крупнейший Тегеранский университет. Студенты требовали демократизации общественно-политической жизни в стране и выдворения с университетской территории представителей САВАК. Во время стычки между студентами и полицейскими было убито несколько десятков человек. Студенческие выступления были подавлены.
4 января 1978 года к шахскому дворцу Ниаваран двинулась крупная демонстрация шиитов, которые выражали протест, в связи с визитом президента США Джимми Картера. Они также собирались просить шаха разрешить вернуться в страну из эмиграции исламскому духовному лидеру Хомейни. Силы САВАК, не дожидаясь приказа шаха, открыли по демонстрантам огонь.
Во второй половине дня 4 января руководство партии «Растахиз» созвало в Тегеране так называемый чрезвычайный съезд, который осудил антиправительственные выступления студентов и выразил свою полную поддержку действиям шахского правительства. Участвовавших в этих выступлениях студентов решили отчислять.
Студенческие волнения, январские массовые демонстрации в Куме, Тебризское восстание ознаменовали начало социально-политического кризиса в Иране.
Наиболее активными участниками этих первых выступлений, а также последующих городских волнений были «традиционные» средние городские слои, связанная с ними часть рабочих, а также пауперы. Состав основных сил движения наложил отпечаток на его характер и политическую направленность на первом этапе иранской революции. Главные участники волнений принадлежали к той части иранского общества, которое сохраняет наибольшую приверженность религии. Поэтому особенностью иранской революции стало то, что крупные шиитские улемы заняли в её руководстве преобладающие позиции.
Пренебрежение к духовенству было одним из серьёзных просчетов шаха. Проведя секуляризацию земель мусульманских учреждений, монархия недоучла степень его влияния на массы, особенно на ту часть, которая располагалась на низших ступенях социальной лестницы. Рассчитывая этим ослабить духовенство, шах на деле восстановил его против себя. Вожди шиитского духовенства умело воспользовались ошибками шаха и начали против него ожесточенную кампанию.
Лидер шиитского духовенства аятолла Рухолла Мусави Хомейни идеалам «белой революции» противопоставил свой идеал «исламского правления» и «исламского общества», прообраз которого восходил к временам пророка Мохаммеда и имама Али. «Исламское правление» должно подготовить людей ко времени пришествия шиитского мессии — 12-го имама Махди. В «исламском обществе» все слои населения будут жить, как братья, единой мусульманской общиной, где богач обязан помогать бедняку и каждый должен проявлять заботу о соседе. «Не будь угнетателем, не будь угнетенным» — вот девиз, которым будут руководствоваться члены общины. По мнению Хомейни, путь к созданию общества «исламской социальной справедливости» пролегает через внедрение ислама в жизнь людей, восстановление исламских моральных отношений, всеобщий возврат к непреходящим ценностям мусульманской религии — благочестию, скромности, воздержанию. Для этого необходимо осуществить «исламскую революцию» (начинающуюся свержением шахского режима и завершающуюся установлением власти духовенства) и — как её составную часть — «исламскую культурную революцию». Только с помощью таких мер можно добиться морального усовершенствования мусульманской общины, очистить её от разлагающего влияния насаждавшегося «западного образа жизни». Спасение мусульман в самоизоляции, в поисках собственного, «третьего пути» развития.
Поэтому, в таких условиях, когда политика ускоренной модернизации по западному образцу вызвала стремление к возврату к традиционным общественным и культурно-нравственным устоям, в традиционных представлениях консервативное по своей природе духовенство, выглядело во многих отношениях идеальным руководителем антишахской борьбы. Стремительная ломка устоявшихся духовных традиций и самобытных культурных ценностей создала вакуум, который стал заполняться религией. Для широких масс населения в духовных ценностях ислама воплотился тот комплекс факторов морального, этического, гуманистического и социального порядка, в котором выразился их протест против беззакония, произвола, коррупции, роста социального неравенства. Массовые выступления в религиозной форме в Иране с начала 1978 г. вылились в подлинно народную революцию. Успех пропаганды шиитских богословов объясняется не только тем, что преподносившаяся ею характеристика режима соответствовала фактам, но и отличной её организацией. Хорошо налаженная оперативная связь мусульманских служителей со средними слоями города и городскими низами позволила использовать уникальную ситуацию и, направив их действия, руками масс опрокинуть монархию. Поскольку антишахская борьба освящалась именем Аллаха, массы проявили в дни революции удивительную стойкость и самоотверженность. Средние слои города, городские низы начали воспринимать потребность социального возмездия как нечто, стоящее выше самой жизни индивида.
7 января в газете «Эттелаат» была опубликована анонимная статья (позже станет известно что автор — министр информации Дариуш Хомайюн), в которой обличался союз между «чёрной» и «красной» реакцией (то есть между духовенством и левыми группировками). В статье намекалось на сотрудничество аятоллы Хомейни с заграницей и на то, что он получает средства от некоторых стран.
8—9 января в г. Куме — важном религиозном центре состоялись антиправительственные демонстрации учащихся религиозных училищ, духовных лиц и представителей средних городских слоёв, в ходе которых не только провозглашались антиправительственные лозунги, но и выдвигалось требование о ликвидации шахского режима и восстановлении конституционных норм. При разгоне демонстрации убиты по официальным данным 10, по неофициальным — 60 человек, сотни ранены.
19 и 20 февраля вспыхнуло восстание в Тебризе: в нём приняло участие около 100 тысяч человек. Часть восставших выдвигали левые лозунги, другие выступали под руководством оппозиционно настроенных религиозных деятелей. При подавлении восстания были использованы танки, бронемашины, вертолёты. Сотни демонстрантов были убиты.
18 февраля, спустя 40 дней после иранского «кровавого воскресенья» друзья и родственники погибших вышли на улицы, чтобы по традиции почтить их память. Была организована мирная траурная демонстрация, организованная религиозными деятелями в 11 городах и посвящённая памяти погибших в Куме. В Тебризе эта демонстрация переросла в массовое восстание под лозунгом «Смерть шаху!». И снова САВАК самовольно применила против них оружие. При подавлении восстания убиты сотни людей. После этой провокации по всей стране начались массовые манифестации и забастовки оппозиции.
Определённую лепту в свержении шахского режима приложили сами спецслужбы монарха. Пехлеви позже признавался журналистам, что в 1978 году он не знал, кто представляет для него большую опасность — исламские революционеры или собственные спецслужбы.
В 1978 году спецслужбой САВАК были арестованы почти все известные священнослужители, близкие к аятолле Хомейни. В конце концов «ошибки» САВАК заметно ускорили революцию (публикация провокационной статьи о Хомейни от 7 января 1978 года, а также совет шаху выслать аятоллу из Ирана в начале октября 1978 года).
После Тебризского восстания наступило некоторое затишье, но в начале мая 1978 г. произошли новые массовые выступления в Куме, Тебризе и некоторых других городах.
Трещины, казалось бы неприступной структуры иранской армии появилась в мае 1978 года, когда двое бывших офицеров иранской армии, подполковник Мехрдад Пакзад и капитан Хамза Фарахати рассказали на пресс-конференции в Лондоне, что многие военные «не верят в режим шаха», а также добавив, что иранские вооружённые силы проявляют широкое недовольство в отношении существующих порядков. Они также утверждали, что им не было разрешено уйти в отставку, а соответствующая комиссия в конечном итоге заключила их в тюрьму, где офицеров пытали за «Чтение марксистских книг», хотя обвинения они полностью отрицали.
Весной и летом в Иране проходили антиправительственные демонстрации в основных городах страны; особенно массовые в Мешхеде и Исфахане.
В июне 1978 года, шах провёл чистку среди высшего руководства органов госбезопасности: генерал Нассири уволен с поста директора САВАК. 4-м директором тайной полиции стал — генерал-лейтенант Нассер Могадам. Однако меры принятые генералом Могадамом по усмирению революционеров не принесли ожидаемых результатов.
16 августа волнения перекинулись в Тегеран. Войска вышли на улицы пресечь нарушения. Министр информации г-н Дариуш Хомайюн заявил на пресс-конференции в Тегеране, что неприятности были "чрезвычайно хорошо спланированы. Он сказал, что существуют доказательства, которые подтверждают факты участия палестинских экстремистов в антишахских выступлениях. Демонстранты под главенством шиитских улемов требовали жёсткого соблюдения исламских законов с закрытием кинотеатров, баров и ночных клубов. Агитаторы выступали против телевидения и эмансипации женщин.
17—19 августа произошло восстание в Исфахане под руководством религиозных политических деятелей.
20 августа в кинотеатре «Рекс» в Абадане произошёл пожар, во время которого погибли свыше 500 человек. Оппозиционные священнослужители объявили пожар делом рук САВАК, что вызвало новую вспышку антишахских выступлений. Аятолла Казем Дехдашти потребовал отстранения шаха от власти.
27 августа кабинет Дж. Амузегара ушёл в отставку, новый кабинет возглавил Джафар Шариф-Имами. Восстановлен мусульманский календарь, закрыты игорные дома. Правительство шаха заявило, что несколько десятков полицейских и армейских офицеров будут привлечены к суду в связи с расстрелом мирных демонстраций. В августе была разрешена деятельность политических партий.
31 августа аятолла Ширази от имени оппозиции обнародовал требования из 14 пунктов, включающих, в частности, необходимость упразднить все «антиисламские законы» и возвращение из ссылки Хомейни.
В сентябре были отстранены от высоких государственных постов представители царствующей семьи; уволены 4 генерала армии за связь с сектой бахаитов. В конце сентября была распущена партия «Растахиз».
В октябре—ноябре прошли массовые забастовки на предприятиях. 1 октября Рухолла Хомейни из Франции призвал усилить борьбу вплоть до крушения режима.
6 октября шах выступил в меджлисе с обещанием привлечь к ответственности представителей правительственных кругов, замешанных в коррупции и злоупотреблениях. В октябре правительство амнистировало большую группу политических деятелей.
17—18 октября была расстреляна демонстрация в Тегеране; двухдневная всеобщая забастовка в стране. На встрече с руководителем Движения за Свободный Иран Мехди Базарганом и представителем Национального фронта Каримом Санджаби шах предложил восстановить принцип конституционной монархии, предусмотренный Основным законом 1906—1907 гг., однако Хомейни устами Санджаби отказался и заявил, что кризис может быть разрешён только в результате упразднения власти Пехлеви.
В конце октября Хомейни обратился к нефтяникам с призывом приостановить работу. 31 октября в ответ на призыв Хомейни в Иране прошла двухдневная забастовка на большинстве предприятий Иранской национальной нефтяной компании (ИННК).
В конце октября — начале ноября 1978 г. наступил новый этап в развитии антимонархического движения в Иране: революция по существу приобрела общенародный характер. С этого времени в оппозиционное движение активно включились служащие, студенты, интеллигенция и учащиеся старших классов школ. Особенно ощутимый удар нанесла правительству забастовка рабочих-нефтяников. В стране возник энергетический кризис. Борьба рабочих-нефтяников против шахского режима стала важнейшим фактором, изменившим баланс сил в пользу оппозиции.

### САВАК и «Чёрная пятница» (1978 г.)
В 6 часов утра 8 сентября, в ответ на массовые протесты оппозиции против монархического режима, шах Ирана Мохаммед Реза Пехлеви объявил военное положение в столице и 11 крупных городах страны. При разгоне демонстрации в Тегеране иранские вооружённые силы использовали армейские части, бронетранспортёры и боевые вертолёты. В значительной степени им удалось разбить «мирных» демонстрантов. В карательных акциях принимали активное участие и силы САВАК (элитарные спецподразделения тайной полиции).
Власти объявили о гибели 87 человек (среди них 2 женщины и одна девочка) в ходе кровавого инцидента на площади Жале (Jaleh square). Оппозиция утверждала о гибели от 2000 до 3000 человек. Однако не было приведено соответствующих доказательств в пользу оппозиционной версии. Эти преувеличенные цифры исходили из уст духовенства, которые террористический акт 20 августа 1978 года (пожар в кинотеатре «Рекс» в Абадане), в ходе которого заживо сгорело более 500 иранцев, объявили делом рук службы госбезопасности шаха САВАК. Такая революционная пропаганда явно подстрекала народные массы на борьбу с шахским режимом. Д-р Манучер Ганджи (бывший министр образования Ирана в 1976—1979 гг.), во время одной из бесед с журналистами вспоминает слова генерала Голяма Али Овейси, сказанные им на следующий день после кровавого инцидента на площади Жале:
"...Я клянусь перед Богом и своей солдатской честью, что с их стороны снайперы начали стрелять в толпу, и по солдатам. Со вчерашнего дня у меня более тридцати семей солдат, которые находятся в трауре в связи с гибелью их сыновей. Они также принадлежат этой стране..."
Генерал Овейси был великим солдатом, который любил свою страну. Согласно многочисленным источникам, он не хотел насилия, произошедшего на площади Жале.
Вдовствующая императрица Ирана, супруга шаха Мохаммеда Реза Пехлеви, шахиня Фарах Диба Пехлеви в своих мемуарах описывает события тех дней:
"...Армия, которая ждала демонстрантов на площади Жале на юго-востоке Тегерана, получила строгий приказ от генерала Овейси не применять силу против них. Столкновение невозможно было избежать, поскольку каждая сторона была вооружена: в толпе и на крышах домов находились переодетые палестинские боевики, открывшие огонь по нашим солдатам, которые в свою очередь открыли ответный огонь. Погибло двадцать один протестующих и семьдесят солдат от сил закона и правопорядка..."
Однако, усмирить массовый общественный протест силовыми методами правительству не удавалось. В лагерь оппозиции перешли практически все слои общества. Протесты продолжались в течение многих месяцев, полностью парализовав сектор нефтяной промышленности, которая была очень важна для выживания экономики Ирана и платёжеспособности шахской администрации. Поддержка шаху, как в Иране, так и за границей, была фактически разрушена.

### Военное правительство Голям Реза Азхари (ноябрь-декабрь 1978 г.)
Важной особенностью наступившего в начале ноября нового этапа в развитии революционных событий было усиление антиамериканских тенденций. Поставки американцами шахскому правительству больших партий средств для разгрома манифестаций вызвали ещё большее возмущение иранской общественности.
В ноябре 1978 г. шах пытался найти соглашение с либеральной, нерелигиозной оппозицией. Из-за растущего общественного недовольства и принявшей насильственный характер антиправительственной деятельности левых и исламской оппозиции, шах решил поручить формирование правительства высшему генералитету.
5 ноября 1978 года шах сместил светского премьер-министра Джафара Шариф-Имами и назначил на этот пост командующего Имперской Охраны — генерал-майора Голям Реза Азхари. Бывший шеф САВАК, генерал Нематолла Нассири освобожден со всех постов и заключен в тюрьму вместе с 13 чиновниками режима.
В случае объявления военного положения, лидеры оппозиции призвали своих сторонников избегать столкновений с войсками. В тяжёлое для монархии время шах возлагал надежду главным образом на преданность военных, и оппозиция опасалась того, каким образом шах мог их использовать.
Отказ шаха от использования военной силы для подавления оппозиции впоследствии многими оценивался как одна из важнейших ошибок Мохаммеда Реза Пехлеви, особенно рассматривая его положение в свете того факта, что военные до конца оставались лояльными к монархии, пока шах не покинул Иран. Его сдержанность в использовании военных против революции также привела к ярости его генералов, которые поддерживали жёсткие меры ради сохранения власти монарха. Вполне возможно, что шаху просто не хватило смелости использовать свои военные силы против населения.
Поскольку напряжённость в Иране приняла угрожающие для революции масштабы (имеется в виду назначение военного правительства и объявление комендантского часа в 11 городах страны), Хомейни, находясь в эмиграции, из Парижа призвал солдат вернуться в свои казармы, прекратить оказывать помощь «предателю шаху» и «объединиться с народом», чтобы подорвать власть монарха.
Таким образом, Хомейни правильно определил политику в отношении армии, получившее из его же уст название «Ключ к успеху революции», и выбрав верный элемент, который позволил бы обеспечить консолидацию новой власти. Зная о том, что войти в конфронтацию с военными было бы катастрофой, Хомейни решил использовать различные средства (как «жесткие», так и «мягкие») для «нейтрализации» армии в происходящем противоборстве за власть с минимальным кровопролитием. Он «действовал оперативно в деле по нейтрализации военных», с тем чтобы позже включить его в новую структуру власти. Хомейни использовал эту стратегию, потому что он осознавал, что без помощи вооружённых сил левые и борющиеся за автономию этнические меньшинства могли бы подорвать исламскую революцию. Таким образом, он проводил политику «для сохранения институциональной целостности вооруженных сил, хотя очистив их от монархистов… Несмотря на чистки, структурное единство вооруженных сил осталось неизменным».
Антиправительственные силы вели свою собственную пропагандистскую кампанию по разжиганию инакомыслия в рядах иранской армии. Оппозиция обвиняла режим Пехлеви в попытке выставить армию против народа, с тем чтобы добиться раскола среди младших чинов вооружённых сил с собственными семьями. Оппозиция взывала к «патриотическому чувству солдат и офицеров Родины», чтобы они оставили «деспотический, кровожадный режим» и встали «на сторону народа». Тем самым оппозиция надеялась создать раскол в армии между старшими должностными лицами, которые были известны своей лояльностью к шаху, и младшими офицерами. Такой раскол, по мнению оппозиционеров, в конце концов способствовал бы отказу армии от монархии, привёл бы военную организацию и армейскую дисциплину в состояние хаоса, что в итоге привело бы к дальнейшему ослаблению позиции военных.
В условиях неопределённости распространялись разные слухи и было неясно, являлось ли объявление военного положения началом переворота генералитета или лишь попыткой властей начать полномасштабные репрессии против демонстрантов по всей стране.
В декабре 1978 года против продолжавшихся демонстраций использовались танки. Горожане устраивали так называемые «стены огня», разложенные поперёк улицы горящие автопокрышки, мешавшие полиции окружить митингующих. Промышленность и торговля были парализованы. Революционеры осуществляли нападения на полицейские участки и отделения САВАК, чинили погромы домов сторонников шаха в Керманшахе, Шахрезе и других городах. Особенно мощные демонстрации протеста происходили 10 и 11 декабря, в дни мусульманских праздников тасуа и ашура, где уже звучали прямые выпады против шаха и крики — «американский шах!». Кровавая расправа лишь накалила обстановку.
31 декабря генерал Голям Реза Азхари подал шаху заявление о своём уходе с поста премьер-министра в связи с обострением состояния здоровья. Шах принял его и отдал соответствующие распоряжения генералу Нассеру Могадаму — в короткие сроки найти кандидатуру на пост премьера. Выбор пал на Шапура Бахтияра, представителя либеральной — не исламской — оппозиции.

### Правительство Шапура Бахтияра и роспуск САВАК (февраль 1979 г.)
3 января 1979 года известный либеральный политик Шапур Бахтияр, пользовавшийся большим авторитетом, как в самом Иране, так и в зарубежных странах, и всегда бывший непримиримым противником династии Пехлеви, принимает предложение шаха сформировать новое правительство, утверждённое в тот же день меджлисом.
4 января доктор Шапур Бахтияр, правительство которого было утверждено на заседаний меджлиса, обещал провести глубокие демократические реформы, ликвидировать САВАК и вести борьбу с казнокрадством. Он сообщил также, что шах собирается выехать из страны для лечения. Во второй половине дня, генерал Голям Али Овейси (военный губернатор Тегерана) ушёл в отставку. Было процитировано, что причиной отставки генерала стало ухудшение состояния здоровья. Общественности он запомнился своей непримиримой позицией по отношению к революционерам. Генерал Овейси категорически возражал против каких-либо отказа шаха от власти.
В общем контексте развития революции отставка генерала Овейси являлось незначительным явлением, но в контексте поляризации политических сил и социальных потрясений в обществе, его отставку можно квалифицировать в плане снижения морального духа у солдат, которым он командовал. Его уход, по мнению администрации Джимми Картера, сократили возможность военного певеророта генералов-роялистов, которые установили бы диктатуру с последующим разгромом революции.
Ситуация стала настолько серьёзной, что по приказу администрации Картера, генерал ВВС Роберт Хайзер (заместитель командующего войсками США в Европе) был срочно направлен в Тегеран, чтобы призвать руководство вооружённых сил Ирана поддержать и объединиться вокруг Временного правительства. Генерал Хайзер встретился с новым начальником Генерального штаба генералом Аббасом Карабаги, который был командующим жандармерией. Генерал Хайзер призвал генерала Карабаги избегать поспешных военных действий против демонстрантов, особенно в случае осуществления верными шаху генералами государственного переворота, которая привела бы к свёртыванию американской военной помощи. Роберт Хайзер также предложил Аббасу Карабаги, чтоб иранские военные начали разработку своих собственных планов для любых будущих сценариев развития событий. Он далее рекомендовал, чтоб иранские военные лидеры начали интенсивные встречи друг с другом, чтобы узнать, как осуществить координацию связи и совместное планирование будущих действий. Аббас Карабаги в ответ Роберту Хайзеру указал на то, что он не может провести подобные «рискованные» действия, в случае если шах покинет страну.
Генерал Хайзер хотя публично и осудил возможность военного переворота, но на самом деле американская военная миссия под начальством Хайзера имела намерения узнать позицию иранского генералитета в отношении происходящих событий и их взаимоотношения с новым правительством. Генерал Хайзер выступал в качестве представителя Соединённых Штатов со специальной миссией разработать несколько вариантов действий, которые включали планы на «поощрение иранских военных, чтобы поддержать правительство Бахтияра; план возможных прямых военных действий, если это потребуется для укрепления гражданского режима; поддержка военного переворота со стороны иранских силовиков, если общественный порядок рухнет под натиском революционеров»..
6 января, премьер-министр Бахтияр назначил генерала Ферейдун Джема на пост военного министра. Генерал Джем занимал должность начальника штаба иранской армии в течение продолжительного времени. В 1971 году шах отправил его в отставку за то, что он был «слишком хорошим, слишком компетентным, слишком популярным, приобретший слишком много друзей в армии». Политика шаха в отношении высшего генералитета армии носила особый характер: Пехлеви отстранил армию от внутриполитических процессов и всю энергию иранской армии направил на внешние рубежи ближневосточного региона (общеизвестна роль иранских военных в подавлении антимонархического восстания в Омане в начале 1970-х гг., а также поддержке в гражданской войне в Северном Йемене монархистов имама Мухаммад аль-Бадра, поддержка курдских повстанцев генерала Мустафы Барзани в Ираке и т. д.).
Шапур Бахтияр также назначил генерал-лейтенанта Мехди Рахими Лариджани преемником генерала Овейси на посту военного губернатора Тегерана. Генерал Рахими Лариджани был заместителем генерала Овейси и считался более умеренным, чем его бывший командир.
7 января Хомейни опубликовал послание «К народу Ирана», где правительство Бахтияра им объявлялось незаконным. Ровно через неделю, 13 января аятолла Хомейни образовал Исламский революционный совет, который занялся образованием революционного правительства.
Сильные волнения наблюдались во многих провинциях страны. Например, в Ширазе обезумевшая толпа разгромила штаб-квартиру отделения САВАК, телекс, фото-радиоаппаратура, досье были торжественно сожжены, заместитель начальника отделения тайной полиции был растерзан толпой. Пожары пылали в Абадане, исламисты поджигали кинотеатры в Бушире, осуществляли нападения на пивные и винные заводы, рестораны и дискоклубы.
10 января, бывший командующий имперской гвардией «бессмертные» генерал-лейтенант Абдол Али Бадреи был назначен командующим иранскими сухопутными войсками, вместо ушедшего в отставку генерала Овейси. Если генерал Овейси одновременно был и военным губернатором Тегерана и командующим иранской армией, данные позиции впоследствии были разделены, в попытке предотвратить концентрацию слишком большой власти в руках одной личности.
На посту командующего имперской гвардии генерал Бадреи находился в течение 13 лет. Имперская гвардия «бессмертные» была самым боеспособным, хорошо подготовленным и элитным подразделением вооружённых сил Ирана. Генерал Бадреи взял на себя командование теми подразделениями шахской армии, которые были наиболее враждебно настроены по отношению к революции. К тому времени, правительство Бахтияра проявило себя как некомпетентное в создавшейся революционной обстановке и оно рассматривалось военными как «бездарное» руководство. Генерал Бадреи публично заявил о том, что армия отказывается следовать курсу Бахтияра.
Шапур Бахтияр был вынужден назначить генерала Джафар Шафаката на пост военного министра, вместо генерала Джема. В отличие от большинства его коллег, генерал Шафакат считался более умеренным во взглядах, который благоприятствовал утверждению гражданского правления нового премьера, хотя он мало верил в мирное разрешение политического кризиса. Генерал Шафакат заменил генерала Джема на посту военного министра по велению монарха, поскольку шах не хотел, чтобы генерал Джем имел возможность назначать руководителей вооружённых сил. Опасаясь переворота военных (генерал Джем был одним из тех силовых министров шаха, которые были готовы осуществить государственный переворот с последующим установлением военной диктатуры во главе с «сильным» генералом), шах также отказался дать руководителям вооружённых сил согласие на участие генерала Джема в заседаниях высшего генералитета. В свете этих новых событий, появились спекуляционные заявления относительно возможности осуществления военного переворота без согласованности с шахом, хотя генералитету заранее была известна позиция шаха относительно подобного развития событий.
23 января 1979 года премьер-министр Бахтияр своим указом распустил САВАК и обещал демократические выборы, пытаясь такими методами умерить пыл революционеров. Решение о роспуске САВАК было подтверждено и законом меджлиса. Но получилось с точностью до наоборот — исламисты воспринимали каждые уступки со стороны шахского правительства как слабость монархии и ещё более усиливали террор против правящего режима с целью свержения существующего строя.
В ходе репрессивных мероприятий САВАК, организационная и диверсионная сеть оппозиционного духовенства осталась относительно невредимой. Политико-пропагандистская машина хомейнистов оказалась прекрасно функционировавшим инструментом в руках шиитских богословов по подготовке исламской антишахской революции. Иранские муллы сумели умело руководить всеми революционными процессами в масштабе всей страны.
Могучее, беспрецедентное по охвату широких слоев населения, ежедневному накалу и самопожертвованию движение исламистов, коммунистов и либералов заставило шаха принять решение об отъезде из страны.
Утром 16 января 1979 года аэропорт Мехрабад на западе столицы оцепили шахские гвардейцы из элитного имперского подразделения «бессмертные» и сотрудники САВАК. Также по периметру аэропорта было расквартировано огромное количество бронетехники и тысячи солдат шахиншахской армии.
Мохаммед Реза Пехлеви и шахиня Фарах Диба Пехлеви на личном шахском Боинге-727 «Сокол» вылетели в Асуан (Египет).
После отъезда шаха из Ирана, новый премьер-министр Шапур Бахтияр, наделённый широкими полномочиями распустил САВАК и приказал всем сотрудникам секретного агентства разойтись по домам.
Через 27 дней после того, как шах покинул пределы Ирана к власти пришли исламисты во главе с аятоллой Хомейни, которые немедля обрушили весь свой гнев на прошахские элементы, прежде всего на САВАК и представителей всех силовых структур и политических ведомств Ирана. Те сотрудники САВАК, которые своевременно не поменяли свои позиции в отношении исламских властей, были схвачены и сразу же казнены. 23 генерала и 30 высокопоставленных офицеров шаха были расстреляны в первый послереволюционный месяц (февраль—март 1979 г.).
Наблюдая, как будут развиваться события с новым режимом (то есть с правительством Бахтияра), иранские вооруженные силы под руководством начальника Генерального штаба генерала Аббаса Карабаги издали предупреждение всем должностным лицам (в первую очередь в адрес генералов-ультрароялистов), которые могли были быть втянуты в запланированный переворот военных, при этом заявив, что они будут «разгромлены». Генерал Карабаги подчеркнул необходимость избегать конфликтов между вооруженными силами и антишахскими группировками в Иране. Подчеркивая важность национальной солидарности, он заявил, что в случае если произойдет таковой конфликт между ними, «ни армия, ни народ не выживет». Далее Аббас Карабаги заявил, что армия будет поддерживать «любое правовое управление», напомнив, что армия не раз была объектом «провокации» во время демонстрации в различных иранских городах и выпустил суровое предостережение для антиправительственных сил не «провоцировать» армию, чья обязанность заключается в том, чтобы поддерживать порядок. В то же время, Хомейни призвал народ к «сохранению общественного порядка и завоевать поддержку со стороны вооруженных сил». В Париже, дипломатический корпус был удивлён тем, что аятолла Хомейни в умеренном тоне говорил об армии, и его стремлением включить вооружённые силы в структуру новой власти после Пехлевистского Ирана. Дипломаты проигнорировали тот факт, что Хомейни в действительности желает получить политический контроль над армией для использования её в качестве инструмента для оказания содействия в процессе перехода от монархии к Исламской Республике.
17 января в г. Ахвазе, одном из центров нефтепереработки, шахскими войсками была расстреляна 200-тысячная демонстрация оппозиции. Избиение «дубинщиками» — сторонниками шаха — её участников. Этот день известен как «Ахвазская трагедия». Вооружённые стычки принимали драматический и ожесточённый характер. Число погибших оценивалось от 10 до более 100. Акты насилия приняли неожиданный поворот, когда офицер сказал своим подчинённым, что шах покинул Иран, и то что они должны подчиняться премьер-министру Бахтияру. Три офицера и неустановленное число солдат вышли на улицы и начали стрелять в мирных демонстрантов. Они были задержаны и содержались в камере в течение нескольких часов. Данный инцидент подогревал оппозиционные настроения относительно осуществления военными государственного переворота.
В попытке разрядить напряжённость вокруг армии и держать вооружённые силы подальше от противоречий, генерал Карабаги заявил, что армия не будет осуществлять переворот, потому что армия является «гарантом Конституции, и правительства», чья обязанность заключается в поддержании общественного порядка. Он также объявил, что все военные преступники будут «сурово наказаны». В общем, генерал Карабаги призвал всех военнослужащих к „выполнению своих служебных обязанностей“ с твердой решимостью, с дисциплиной и моральным духом патриотизма и преодолением эмоциональности, воздерживаться от любых действий, которые могли бы противоречить уставу военного командования и их непосредственных обязанностей».
19 января в религиозный праздник арбаин — 2 млн человек участвуют в Тегеране в манифестации под антишахскими лозунгами. Шапур Бахтияр намекает, что в случае его ухода Иран ожидает кровавый военный переворот. По стране прошли слухи о возвращении аятоллы Хомейни. Демонстрация хомафаров (технический персонал ВВС).
26 января войска расстреляли демонстрацию на улице Шахреза в центре Тегерана. Шахские гвардейцы вели огонь прицельно по демонстрантам, в том числе из пулемёта. Улица в буквальном смысле была залита кровью. Гвардейцы также стреляли по санитарам, которые пытались оказать помощь раненным демонстрантам.
28 января известно как «кровавое воскресенье» — всё началось с автоматной перестрелки у университета. Против жандармов пушены в ход камни и палки. Танки и бронетранспортёры вели пулемётный огонь на поражение. По официальным данным — 27 человек убито, 40 ранено. Оппозиционная газета обзвонила 11 больниц и выяснила — 39 убитых, 285 раненых. В этот день демонстранты осуществили нападение на один из отделении САВАК в Тегеране, генерал САВАК Таги Латифи был растерзан рассвирепевшей толпой.
31 января наблюдалось паническое бегство иностранцев. Армия демонстрирует силу — город пересекают колонны танков и бронемашин, в небе висят вертолёты. Горожане массово строят баррикады.
Несмотря на то, что царившая в армии ситуация была в центре внимания общественности, появилось множество спекулятивных заявлении оппозиции относительно возможности армейского переворота. Генералы армии (за исключением наиболее прошахски настроенных высших чинов армии) заявили о своей поддержке правительства Бахтияра. Сторонники Хомейни скептически отнеслись к данному заявлению и высказали свои сомнения по поводу реальных намерений армии, особенно в свете того, что на повестку дня стоял вопрос о возвращении аятоллы Хомейни из эмиграции. Клерикалы были обеспокоены (и не без основании) тем, что военные могли попытаться ликвидировать Хомейни, и тем самым устранить главного оппонента шаха. Аятолла Сейед Махмуд Элайи Талегани, один из наиболее видных деятелей оппозиции, предупредил генералитет, что если армия предпримет попытку военного переворота, народ Ирана будет вести «священную войну» против армии, он также сказал, что если армия попытается захватить власть в Иране, "народ будет решать дела с военными до «победного конца». Эти опасения оказались необоснованными, поскольку иранская армия, в качестве единой организации была неспособна действовать самостоятельно, без шаха во главе.
1 февраля из эмиграции вернулся аятолла Хомейни. А 5 февраля уже «штаб имама» в резиденции Хомейни объявляет о создании Временного революционного правительства во главе с Мехди Базарганом. В стране воцарилось двоевластие.
Хомейни санкционировал негласные контакты и переговоры с эмиссарами президента США, руководством иранской армии и премьер-министром шахского правительства Шапуром Бахтияром. Главная цель состояла в том, чтобы методами политического давления обеспечить мирный переход власти, в связи с чем представителям США были даны «клятвенные заверения» относительно безопасности американского военного и гражданского персонала в стране и секретной военной техники, а начальнику Генерального Штаба вооружённых сил Ирана генералу Аббасу Карабаги (назначен шахом на пост начальника Генерального штаба 5 января 1979 года) — «гарантии неприкосновенности» высшего офицерства и «заверения» в сохранении целостности армии.
9 февраля 1979 года вечером в Тегеране неожиданно для Хомейни и его штаба началось вооружённое восстание, вызванное нападением элитной шахской гвардии «Бессмертных» на учебную базу военно-воздушных сил Довштантебе. Толпы тегеранцев, собравшиеся здесь, восприняли это как попытку прошахских сил расправиться с поддерживающими Хомейни хомафарами. Последние оказали сопротивление. Проникнуть на территорию базы, где продолжалась беспощадная перестрелка, гвардейцам не удалось.
Утром 10 февраля в 10:00 часов хомафары прорвали блокаду базы и вырвались на улицу. Начались ожесточенные уличные бои в жилых кварталах. Со стороны гвардейцев было убито сотни, со стороны хомафаров потери достигали нескольких тысяч. «Бессмертные» остались до конца верными шаху. Однако 30.000 шахских гвардейцев просто не в силах были противостоять стотысячным вооружённым толпам. Кроме того, на сторону Хомейни перешёл практически весь технический персонал военной авиации.
— В 11:30 гвардейцы, не выдержав натиска многотысячной толпы, начинают отход. Шахские танки были остановлены бутылками с зажигательной смесью. Хомафары и вооружённые штатские установили полный контроль над улицами вокруг базы. Хомафары стали главной ударной силой вооружённого восстания в Тегеране. Хомафары прямо на улицах сколачивали из тегеранских студентов, фанатичных последователей имама, боевые отряды, которые патрулировали улицы столицы. Уже тогда их стали называть «стражами исламской революции».
— В 13 часов восстание приобрело наступательный характер. Комендантский час, объявленный военными властями, не действует. Вечером того же дня толпы исламистов штурмуют полицейские участки.
— В ночь на 11 февраля захвачен крупнейший военный арсенал Дошан. Исламисты вооружились.
Вооруженные горожане захватили казармы военно-учебного центра, тюрьмы Эвин и Каср. Были освобождены заключённые, которые сразу же присоединились к революционерам.
В Тегеране после 4-х часовой атаки, городские партизаны «Моджахедин-Э Хальк» и «Федаине Ислами» штурмом взяли штаб-квартиру САВАК. Повстанцы также захватили главные управления полиции и жандармерии, здания меджлиса, радио и телевидение, шахские дворцы.
В этих тяжелейших условиях Высший военный совет Ирана собрался в армейском штабе Верховного командования. По всему периметру штаба было развернуто массивное количество бронетехники, и это был самый спокойный сектор Тегерана.

27 высших генералов (27 из 29), военных командующих Ирана были при исполнении служебных обязанностей, включая 4-го шефа САВАК. На военном заседаний генерал Могадам прямо заявил: 
«Так как указом премьер-министра САВАК был расформирован, его офисы закрыты, а все сотрудники агентства разошлись по домам, я не обладаю никакой информацией о ситуации в стране, чтобы сообщить».
На заседании присутствовали:
4-звездные шахские генералы (Arteshbod):
- Аббас Карабаги — генерал, начальник Генерального Штаба иранской армии
- Джафар Шафакат — генерал, министр обороны в правительстве Бахтияра
- Хоссейн Фардуст — генерал, руководитель «Специального Бюро Сведений» и «шахской инспекции»

• Генералы шахской Армии (Sepahbod):
- Хоссейн Хатам — генерал, заместитель начальника Генерального штаба иранской армии
- Нассер Могадам — генерал, 4-й руководитель САВАК
- Абдол Али Наджими-Найми — генерал-майор, советник начальника Генерального штаба иранской армии
- Айят Мохагеги — генерал
- Абдол-Али Бадрей — генерал
- Амир Хоссейн Рабий — генерал
- Абдол Маджид Масуди-Найни — генерал, заместитель министра обороны
- Джафар Саней — генерал
- Хоссейн Джаханбани — генерал
- Мохаммад Каземи — генерал
- Халил Бакшизаде-Азар — генерал, руководитель 5-го административного управления сухопутной армии Генерального штаба
- Али Мохаммад Хадженури — генерал, руководитель 3-го административного управления сухопутной армии Генерального штаба
- Амир Фарханг Халатбари — генерал
- Джалал Педжман — генерал, руководитель 4-го административного управления сухопутной армии Генерального штаба
- Нассер Фирузманд — генерал
- Муса Рахими-Лариджани — генерал-майор, руководитель 1-го административного управления сухопутной армии Генерального штаба
- Мохаммад Рахими-Абкари — генерал
- Реза Табатабай-Вакили — генерал-майор, инспектор финансовой администрации в армии
- Манучехр Хосроудад — генерал-майор военно-воздушных сил

• Командующие шахской дивизией (Sarlashkar):
- Кабир — генерал-лейтенант
- Парвиз Амини-Афшар — генерал-лейтенант, руководитель 2-го административного управления сухопутной армии Генерального штаба
- Мохаммад Фарзам — генерал-лейтенант, руководитель 7-го административного управления сухопутной армии Генерального штаба

• Адмиралы шахского флота (Daryasalar):
- Камаль Хабиболлахи — вице-адмирал, командующий Императорскими военно-морскими силами Ирана
- Асадолла Мохсензаде — вице-адмирал

Только генералы Хасан Туфаниан и Мехди Рахими не присутствовали на заседании Военного Совета. Генерал Рахими был с докладом о положений дел у премьер-министра Бахтияра, а Хассан Туфанян следил за событиями из своего офиса. Генерал Реза Наджи работал в офисе генерала Бадреи над планом контрпереворота.
«В сухопутных силах, которые по существу плохо подготовлены, с каждым днем ухудшается положение».
 — заявил генерал Абдол Али Бадреи (командующий армией).
«Наши силы находятся под огнём, - я был в роли заключённого и мне понадобился вертолет, чтобы прибыть на заседание».
 — сказал генерал Амир Хоссейн Рабий (командующий ВВС).
«Несколько дней уже, как я хожу в свой офис в гражданской одежде. Мы не смогли обеспечить продовольствием казармы и солдат его охраняющих».
 — генерал Айят Мохагеги (командир жандармерии).
— В 13:00 текст заключительного коммюнике Верховного Совета иранских вооруженных сил было зачитано по радио:
«Вооруженные силы Ирана обязаны защищать независимость и территориальную целостность нашей родины, и до сих пор пытались выполнить эту обязанность наилучшим образом, поддерживая законное правительство.
Учитывая последние события, Верховный Совет Вооруженных сил Ирана встретились сегодня в 10:30, 22 Бахмана 1357 года, и единогласно решили заявить о своем нейтралитете в происходящих в стране политическом конфликте с целью предотвращения дальнейшего хаоса и кровопролития. Воинским подразделениям было приказано вернуться в свои казармы.

Вооруженные силы Ирана всегда были и всегда будут опекать благородный и патриотический народ Ирана и поддерживать требования этой благородной нации».
Фактически это означало капитуляцию шахского правительства и конец монархического режима династии Пехлеви.
Утром 12 февраля аятолла Хомейни и его сподвижники уже держали в своих руках все рычаги управления. Новый премьер-министр Мехди Базарган объявил о первых и наиболее важных назначениях в правительстве, в которое не вошёл ни один представитель левых сил, ни один трудящийся. Хомейни, ставший фактическим правителем Ирана с широчайшими полномочиями, одержал полную и окончательную победу над своим заклятым врагом — шахом Мохаммедом Реза Пехлеви.
Началом процесса формирования исламского режима можно считать создание Исламского революционного совета в январе 1979 г. Правительство М. Базаргана, функционировавшее под контролем ИРС, призвано было по замыслу Хомейни, маскировать процесс создания исламского режима. Однако между ИРС и правительством Базаргана завязалась борьба за реальный контроль за страной.
Провозглашение Исламской Республики Иран 1 апреля 1979 г. в результате референдума как бы легализовало формирование исламского режима. Принятая на основе результатов референдума 2—3 декабря 1979 г. конституция ИРИ, воплотившая в себе все принципы доктрины Хомейни, открыла перед шиитскими богословами практически неограниченные возможности контроля над иранским обществом. Шиизм, персонифицированный в лице Хомейни (его имя было внесено в текст самой конституции), стал руководящей и направляющей силой иранского общества, ядром политических, общественных и государственных организаций.
Отстранение либеральной буржуазии от власти произошло в ноябре 1979 г. Продолжавшиеся в первые дни ноября 1979 г. студенческие демонстрации, ещё недавно проходившие под ярко выраженными социальными лозунгами, в результате призывов религиозных лидеров получили исключительно антиамериканскую направленность. 4 ноября членами Организации мусульманских студентов была осуществлена заранее запланированная акция по захвату американского посольства. Хомейни назвал происшедшие события «второй революцией, ещё более крупной, чем первая». Базаргану пришлось подать в отставку. Это было началом конца последнего из оставшихся на политической арене течений либерального лагеря — центристского, а следовательно, и всего движения в целом.
С отставкой правительства Базаргана у руля правления в стране безраздельно утвердилось исламское движение.
Таким образом, по характеру, движущим силам и методам борьбы иранскую революцию можно определить как народную, по основной направленности как антимонархическую, антиимпериалистическую и антиамериканскую, по организационно-идеологической основе как исламскую.

## Упразднение «САВАК» и формирование «САВАМА»
С приходом к власти Хомейни, САВАК был расформирован и заменен новой тайной полицией и службой безопасности «САВАМА» («Сазман-е Эттелаат ва Амният-е Мелли-е Иран» — Служба информации и национальной безопасности Ирана), аппарат, превосходящий по численности САВАК, позже переименованный в «Министерство информации». Последний также называется «ВЕВАК» («Везарат-е Эттелаат-е ва Амният-е Кешвар»), хотя иранцы и иранская пресса не используют данное название, официально именуя его как «Министерство информации».

## Список казнённых офицеров САВАК и представителей высшего генералитета
февраль
- 1979, 12 февраля, Абдол Али Бадреи (генерал-лейтенант армии), Тегеран
- 1979, 12 февраля, Мохаммад Амин Биглари (генерал-майор армии), Тегеран
- 1979, 12 февраля, Сограт Джафариан (генерал-лейтенант армии), Тегеран
- 1979, 15 февраля, Манучехр Хосроудад (генерал-майор армии), Тегеран
- 1979, 15 февраля, Нематолла Нассири (генерал, 3-й шеф САВАК), Тегеран
- 1979, 15 февраля, Реза Наджи (генерал-майор), Тегеран
- 1979, 15 февраля, Мехди Рахими (генерал-лейтенант армии), Тегеран
- 1979, 20 февраля, Парвиз Амини Афшар (генерал-майор армии), Тегеран
- 1979, 20 февраля, Манучехр Малек (бригадный генерал армии), Тегеран
- 1979, 20 февраля, Нематолла Мотамеди Кордестани (бригадный генерал армии), Тегеран
- 1979, 20 февраля, Хоссейн Хамеданиан (бригадный генерал САВАК), Тегеран
- 1979, 23 февраля, Монир Тахери (капитан полиции), Рудсер
- 1979, 26 февраля, Мохаммед Хоссейн Надери (сотрудник САВАК в г. Исфахан), Тегеран

март
- 1979, 4 марта, Джахангир Тарух (сотрудник САВАК), Тегеран
- 1979, 5 марта, Ахмед Бидабаади (генерал-майор армии), Тегеран
- 1979, 5 марта, Абдулла Хадженури (генерал-майор армии), Тегеран
- 1979, 5 марта, Фахр Модаррес (генерал-лейтенант армии), Тегеран
- 1979, 5 марта, Али Акбар Яздгерди (бригадный генерал армии), Тегеран
- 1979, 5 марта, Джахангир Тарек (псевд. Джахангири) (полковник, «палач» САВАК), Тегеран
- 1979, 9 марта, Джафар-Голи Садри (генерал-лейтенант полиции), Тегеран
- 1979, 12 марта, Надер Джаханбани (генерал-лейтенант ВВС), Тегеран
- 1979, 12 марта, Абдулла Манучер Гашгайи (майор САВАК), Тегеран,
- 1979, 12 марта, Мохаммад Навид (сотрудник САВАК), Тегеран
- 1979, 12 марта, Мирахмад Кочесфахани (сотрудник САВАК), Тегеран
- 1979, 13 марта, Вали-Мохаммед Занд Карими (генерал-майор), Тегеран
- 1979, 13 марта, Акбар Гафариан (генерал армии), Дизфуль

апрель
- 1979, 6 апреля, Камаль Адиб (сотрудник САВАК), Исфахан
- 1979, 6 апреля, Махмуд Шахиди (сотрудник САВАК), Исфахан
- 1979, 7 апреля, Ирадж Амини Афшар бригадный генерал армии), Тегеран
- 1979, 7 апреля, Мохаммад-Джавад Молави Талегани (генерал-майор полиции), Тегеран
- 1979, 9 апреля, Али Хадженури (генерал армии), Тегеран
- 1979, 9 апреля, Амир Хоссейн Рабии (генерал-лейтенант ВВС), Тегеран
- 1979, 10 апреля, Ансари (полковник САВАК), Казвин
- 1979, 10 апреля, Тораб Хаджалилу (сотрудник САВАК), Ардебиль
- 1979, 11 апреля, Хассан Али Байят (бригадный генерал), Тегеран
- 1979, 11 апреля, Хассан Пакраван (генерал-лейтенант, 2-й шеф САВАК), Тегеран
- 1979, 11 апреля, Нассер Могадам (генерал-лейтенант, 4-й шеф САВАК), Тегеран
- 1979, 11 апреля, Али Ходжат Кашани (генерал-лейтенант), Тегеран
- 1979, 11 апреля, Мохаммад Таги Маджиди (генерал-лейтенант армии), Тегеран
- 1979, 11 апреля, Али Нешат (генерал-майор, командующий Шахской гвардией «Бессмертные»), Тегеран
- 1979, 11 апреля, Азизолла Рахмани (полковник, глава САВАК в остане Илам), Илам
- 1979, 12 апреля, Махмуд Моаюн (Масуд Мани) (глава САВАК в г. Кум), Кум
- 1979, 12 апреля, Аббас Кахали (генерал полиции), Зенджан
- 1979, 14 апреля, Хашем Беренджиан (генерал-лейтенант ВВС), Тегеран
- 1979, 14 апреля, Джахангир Эсфандияри (генерал армии), Абадан
- 1979, 15 апреля, Ахмад Хамиди Аштиани (бригадный генерал полиции), Тегеран
- 1979, 18 апреля, Парвиз Шемирани (имперская гвардия «бессмертные»), Тегеран
- 1979, 18 апреля, Абдолла Хадж Аббас (лейтенант, имперская гвардия «бессмертные»), Тегеран
- 1979, 18 апреля, Мостафа Ракшан (лейтенант, имперская гвардия «бессмертные»), Тегеран
- 1979, 18 апреля, Ходжатолла Ашрафи (сержант, имперская гвардия «бессмертные»), Тегеран
- 1979, 18 апреля, Реза Мумиванд (сержант, имперская гвардия «бессмертные»), Тегеран
- 1979, 19 апреля, Фазлолла Джафари (генерал-лейтенант полиции), Тегеран
- 1979, 22 апреля, Мохаммад Тагли Джавад Рахими (глава САВАК в г. Шираз), Тегеран
- 1979, 23 апреля, Али Акбар Аташи (капитан САВАК), Мешхед
- 1979, 23 апреля, Мохаммад Иманифар (генерал-майор полиции), Мешхед
- 1979, 24 апреля, Голям Джукарбе (сотрудник САВАК), Бендер-Аббас

май
- 1979, 6 мая, Фазлолла Наземи (бригадный генерал), Тегеран
- 1979, 8 мая, Али Фатиамин (генерал армии), Тегеран
- 1979, 8 мая, Ферейдун Сахдафар (Шахин) (сотрудник САВАК), Тегеран
- 1979, 8 мая, Асадолла Бахтияри (майор САВАК), Тегеран
- 1979, 8 мая, Хоссейн Галамкари (капитан САВАК), Тегеран
- 1979, 8 мая, Мохаммад Ганадзаде (капитан САВАК), Тегеран
- 1979, 8 мая, Ахмад Хассани (сотрудник САВАК), Тегеран
- 1979, 8 мая, Азгар Иранлу (сотрудник САВАК), Тегеран
- 1979, 8 мая, Али Ходадад Кордбаче (сержант-майор САВАК), Тегеран
- 1979, 8 мая, Мохаммад Мехди Майдани (сотрудник САВАК), Тегеран
- 1979, 8 мая, Хассан Наджаф (сотрудник САВАК), Тегеран
- 1979, 8 мая, Мехди Неджатиан Могадас (сержант САВАК), Тегеран
- 1979, 8 мая, Абдолла Нороузи (майор САВАК), Тегеран
- 1979, 8 мая, Ахмад Ростамхани (сотрудник САВАК), Тегеран
- 1979, 8 мая, Ферейдун Шадафза (сотрудник САВАК), Тегеран
- 1979, 8 мая, Ядолла Шадемани (сотрудник САВАК), Тегеран
- 1979, 8 мая, Хамзе Тофангчи (сотрудник САВАК), Тегеран
- 1979, 9 мая, Мохаммад Багаи Язди (сотрудник САВАК), Тегеран
- 1979, 9 мая, Абольхассан Саадатманд (генерал-лейтенант армии, бывший начальник 1-го бюро САВАК; министр информации в правительстве Азхари; начальник офиса армии по связям с общественностью; начальник военного трибунала), Тегеран
- 1979, 9 мая, Мохаммад Фаллах (сотрудник САВАК), Тегеран
- 1979, 9 мая, Джафар Шокрави (капитан САВАК), Тегеран
- 1979, 15 мая, Масуд Шафий (сотрудник САВАК), Хой
- 1979, 17 мая, Голям Реза Пуррахимифарзане (сотрудник САВАК), Мешхед
- 1979, 24 мая, Давуд Самади (сотрудник САВАК), Мешхед
- 1979, 31 мая, Парвиз Мохаммади (сотрудник САВАК), Боруджерд

июнь
- 1979, 2 июня, Хашем Хошмад Хамедани (генерал), Ахваз
- 1979, 2 июня, Голям-Хоссейн Шамс-Тебризи (генерал), Ахваз
- 1979, 4 июня, Мохаммад Карим Басариниа (бывший глава САВАК в г. Кум), Тегеран
- 1979, 4 июня, Абдул Хуссейн Саруш (майор, шеф полиции г. Рафсанджан), Рафсанджан
- 1979, 4 июня, Хафез Сарнавешт (лейтенант, начальник информационного отдела полиции г. Рафсанджан), Рафсанджан
- 1979, 4 июня, Валиалла Гияси (сотрудник САВАК), Тегеран
- 1979, 4 июня, Парвиз Наджифарадж (сотрудник САВАК), Тегеран
- 1979, 10 июня, Голям Хоссейн Закари (майор, офицер имперской гвардии «бессмертные»), Тегеран
- 1979, 24 июня, Мортеза Ширани (генерал), Исфахан
- 1979, 24 июня, Бахман Надирпур (сотрудник САВАК), Тегеран
- 1979, 24 июня, Ферейдун Тавангари (сотрудник САВАК), Тегеран

июль
- 1979, 5 июля, Рухолла Моаббер (сотрудник САВАК), Тегеран
- 1979, 21 июля, Голям Али Баграмян (сотрудник САВАК), Исфахан,

август
- 1979, 3 августа, Ахмад Ходапараст (сотрудник САВАК), Мехабад
- 1979, 9 августа, Яхья Бигвани (глава САВАК в провинциях Курдистан, Восточный Азербайджан и Лурестан), Тебриз
- 1979, 9 августа, Джафар Растегар (главный следователь САВАК в Тебризе и Урмие), Тебриз
- 1979, 9 августа, Сейдолла Барани (следователь САВАК и начальник объединённого антитеррористического комитета г. Тебриз), Тебриз
- 1979, 9 августа, Хоссейн Али Халигин (Алиас Афшин) (следователь САВАК), Тебриз
- 1979, 9 августа, Парвиз Сахеб-Рафат (псевд. Афшар) (следователь САВАК), Тебриз
- 1979, 16 августа, Халил Фарахманд (сотрудник САВАК), Урмия
- 1979, 16 августа, Шахрукх Рафат (сотрудник САВАК), Урмия
- 1979, 16 августа, Мохаммад Али Тосеркани (сотрудник САВАК), Урмия
- 1979, 20 августа, Аббас Шафаат (генерал армии), Тегеран
- 1979, 20 августа, Абдулла Васиг (генерал полиции), Тегеран
- 1979, 22 августа, Хассан Таджеддини (лейтенант САВАК), Тебриз
- 1979, 27 августа, Сириус Манучери (сотрудник САВАК), Сенендедж
- 1979, 27 августа, Мозаффар Ниязманд (генерал), Сенендедж

сентябрь
- 1979, 8 сентября, Мустафа Дадаши (сотрудник САВАК), Нахаванд
- 1979, 8 сентября, Гасем Герайи Мохаммад (сотрудник САВАК), Нахаванд
- 1979, 10 сентября, Гасем Ахмадинеджад Сорех(сотрудник САВАК), Урмия
- 1979, 10 сентября, Ахмад Салари (полковник САВАК), Тегеран
- 1979, 24 сентября, Ирадж Матбуй (генерал-майор), Тегеран
- 1979, 28 сентября, Аболгасем Эфтехари (сотрудник САВАК), Тегеран
- 1979, 28 сентября, Ахмад Камали (сотрудник САВАК), Тегеран

октябрь
- 1979, 6 октября, Шапур Ранджбаран (полковник САВАК), Тебриз
- 1979, 6 октября, Хушанг Салими Техрани (полковник САВАК), Тебриз
- 1979, 6 октября, Якуб Ягини (сотрудник САВАК), Тебриз
- 1979, 23 октября, Исмаил Эспаром (генерал армии), Тегеран

ноябрь
- 1979, 10 ноября, Мохаммад Арман (сотрудник САВАК), Шираз
- 1979, 18 ноября, Аббас Голи Агабабаи (сотрудник САВАК), Мешхед

декабрь
- 1979, 21 декабря, Мохаммад Реза Раджаби (сотрудник САВАК), Мешхед

1980-е годы
- 1980, 12 января, Хоссейн Багерзаде (сотрудник САВАК), Ахваз
- 1980, 12 января, Хемат Али Моршеди Аламдари (сотрудник САВАК), Ахваз
- 1980, 15 января, Голям Реза Нешат (сотрудник САВАК), Мешхед
- 1980, 30 января, Манучер Бахри Эсфахани (сотрудник САВАК), Исфахан
- 1980, 20 января, Хассан Бехзади (генерал), Тегеран
- 1980, 7 февраля, Джамшид Фати-Могадам (генерал), Тегеран
- 1980, 12 февраля, Парвиз Каземиан (сотрудник САВАК), Ахваз
- 1980, 16 февраля, Аббас Форозанфар (сотрудник САВАК), Мешхед
- 1980, 4 марта, Моджтаба Амид (генерал САВАК), Тегеран
- 1980, 11 марта, Сиявуш Азарбод (лейтенант САВАК), Тегеран
- 1980, 15 марта, Мохаммад Таги Бозоргманеш (сотрудник САВАК), Хамадан
- 1980, 15 марта, Камаль Незами (генерал армии), Кум
- 1980, 6 мая, Алиакбар Хаджалиан (сотрудник САВАК), Тегеран
- 1980, 6 мая, Исмаэль Хоссейни (сотрудник САВАК), Тегеран
- 1980, 9 июня, Фарадж Сейфи Камангар (сотрудник САВАК), Тегеран
- 1980, 9 июня, Ферейдун Азадмехр (сотрудник САВАК), Бендер-Аббас
- 1980, 2 июля, Дариуш Баязайи (сотрудник САВАК), Шираз
- 1980, 13 июля, Хушанг Хатам (генерал армии), Тегеран
- 1980, 20 июля, Айят Мохагеги (бригадный генерал авиации), Тегеран
- 1980, 25 июля, Алиасгар Барзегари (сотрудник САВАК), Мешхед
- 1980, 25 июля, Махмуд Робати (сотрудник САВАК), Дизфуль
- 1980, 31 июля, Садег Резвани (полковник САВАК), Захедан
- 1980, 31 июля, Носратолла Седарат (полковник, глава САВАК в провинции Бушир, Харг и шеф отдела по делам базаров г. Тегеран), Тегеран
- 1980, 4 августа, Мохаммад Шахнам (генерал), Тегеран
- 1980, 5 августа, Хассан Резвани (полковник, глава САВАК в провинциях Систан и Белуджистан, Захедан
- 1980, 7 августа, Хоссейн Тораби (бригадный генерал САВАК), Тегеран
- 1980, 14 августа, Аббас Хукар (сотрудник САВАК), Кум
- 1980, 15 августа, Сейид Мехдийюн (генерал-лейтенант авиации), Тегеран
- 1980, 29 августа, Фарамарз Нузари-Бага (генерал), Тегеран
- 1980, 4 сентября, Фараджолла Моджтахеди (сотрудник САВАК), Абадан
- 1980, 10 сентября, Мохаммад Ансари (генерал САВАК), Тегеран
- 1981, 21 декабря, Хушанг Сафаий (генерал), Тегеран
- 1984, 7 февраля, Голям Али Овейси (генерал армии), убит в Париже агентами «ВЕВАК»